# Pulizija
La  Il-Korp tal-Pulizija ta’ Malta (en español: Fuerza de Policía de Malta) es el cuerpo nacional de policía de la República de Malta. De carácter civil, policíaco y de seguridad, es dependiente del Ministerio del Interior. Fue creado en 1814 por Sir Thomas Maitland, el entonces gobernador de Malta, y es el principal cuerpo policial del país, actuando además en otras islas como Gozo y Comino que están bajo su jurisdicción.

## Comisario de Policía
- Col. Francesco Rivarola (1814-1822)
- Lt. Col. Henry Balneavis (1822-1832)
- Mr. Charles Godfrey (1832-1844)
- Mr. Frederick Sedley (1845-1858)
- Mr. Hector Zimelli (1858-1869)
- Mr. Raffaele Bonello (1869-1880)
- Col. Attillo Sceberras (1880-1884)
- Capt. Richard Casolani, RMFA (1884-1888)
- Mr. Melitone Caruana (1888-1890)
- Comm. Hon. Clement La Primaudaye, MVO., RN (1890-1903)
- Mr. Tancred Curmi (1903-1915)
- Mr. Claude W. Duncan (1916-1919)
- Col. Henry W. Bamford, OBE (1919-1922)
- Mr. Antonio Busuttil (1922-1923)
- Mjr. Frank Stivala (1923-1928)
- Lt. Col. Gustavus S. Brander, OBE (1930-1932)
- Mr. Joseph Axisa (1939-1947)
- Mr. Joseph Ullo (1947-1951)
- Mr. Herbert Grech (1951-1954)
- Mr. George Cachia, L.P. (1954-1956)
- Mr. Vivian Byres de Gray, MVO., MBE., BEM (1956-1971)
- Comm. Alfred J. Bencini (1971-1973)
- Mr. Edward Bencini (1973-1974)
- Mr. Enoch Tonna (1974-1977)
- Mr. John N. Cachia (1977-1980)
- Dr. Lawrence Pullicino, LL.D. (1980-1987)
- Bgdr. John Spiteri, AFM (1987-1988)
- Mr. Alfred A. Calleja (1988-1992)
- Mr. George Grech (1992-2001)
- Mr. John Rizzo (2001-2013)
- Mr. Peter Paul Zammit, L.P. (2013-2014)
- Mr. Michael Cassar (2014-2016)
- Mr Lawrence Cutajar (2016-)

## Galería

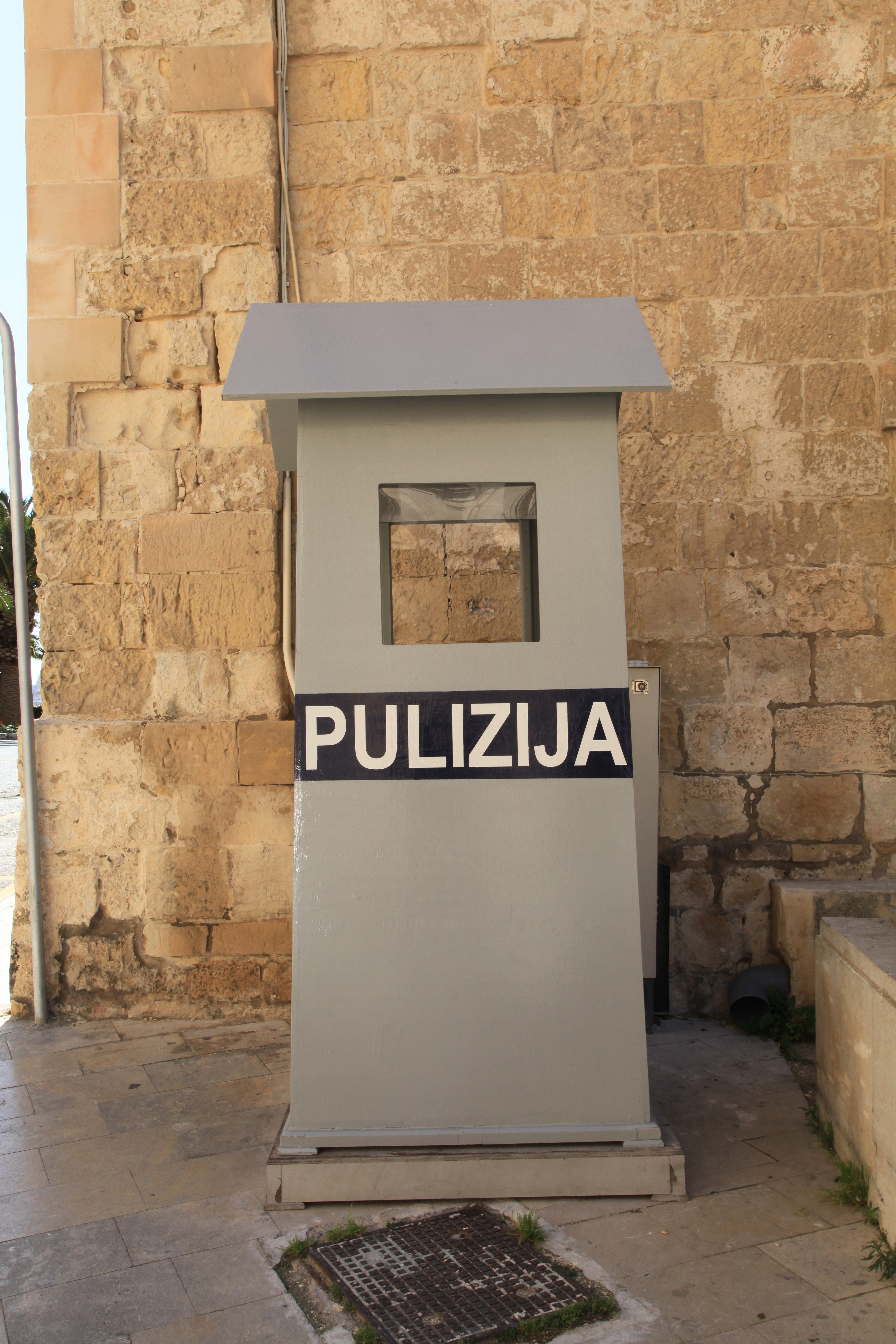
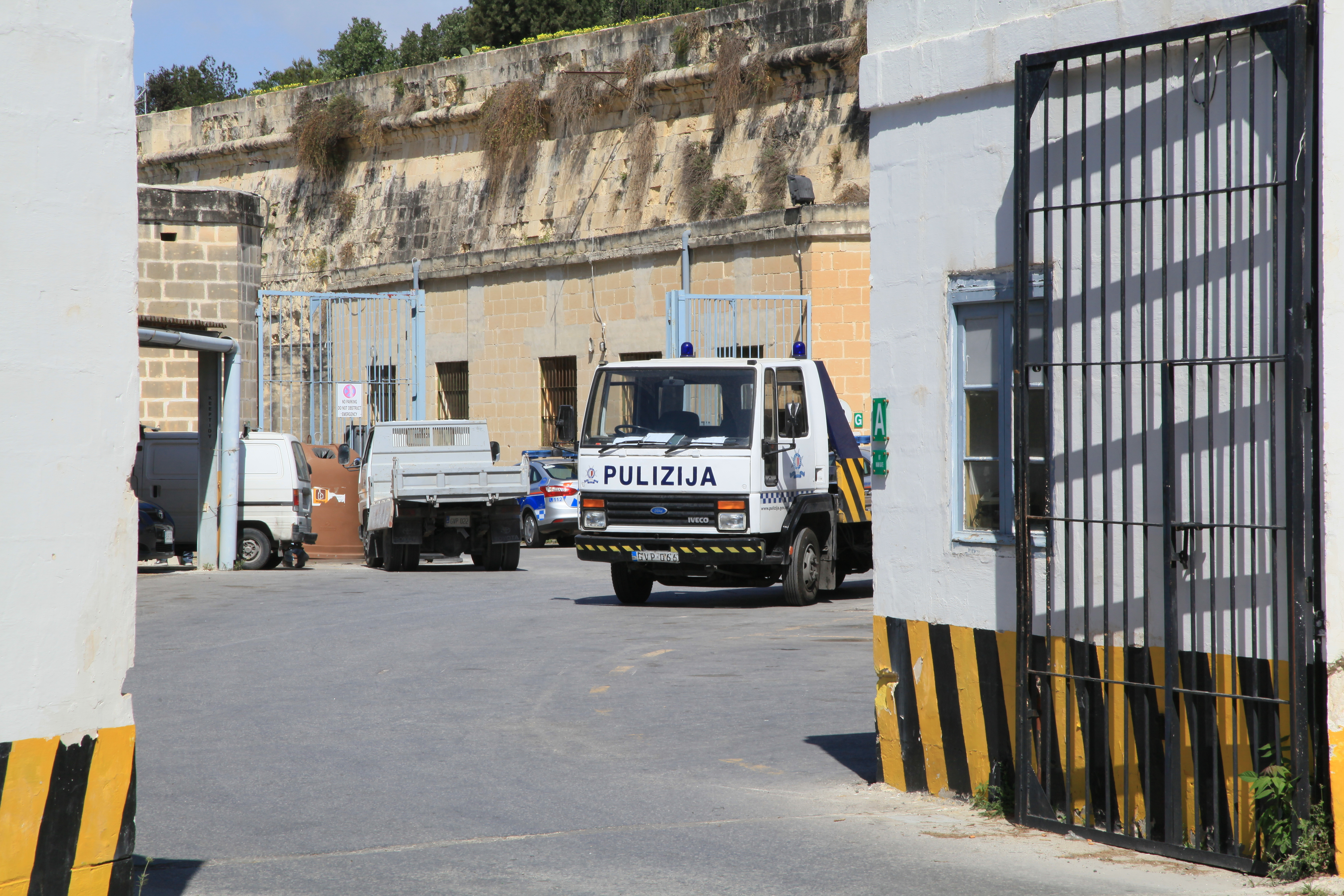
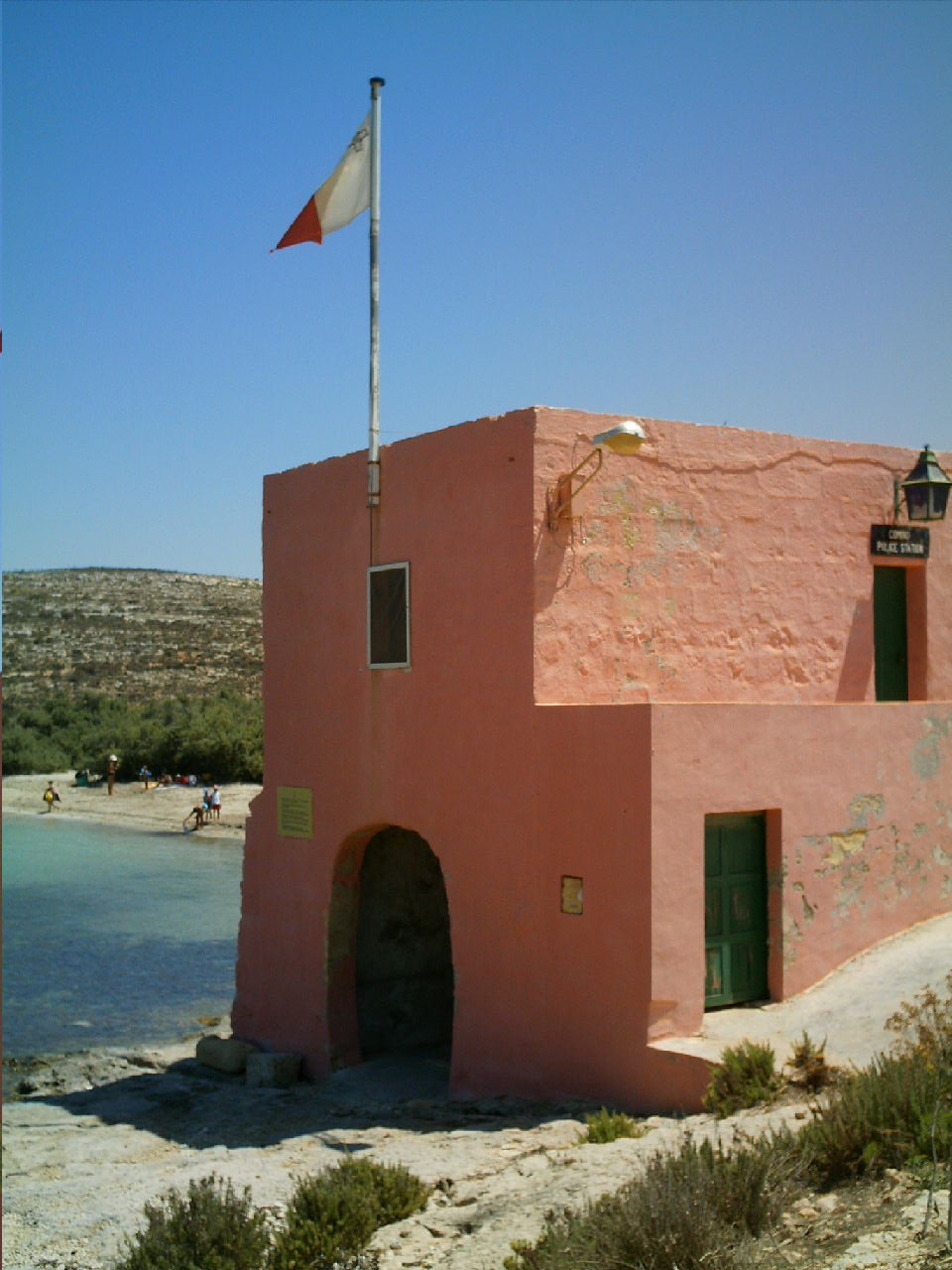
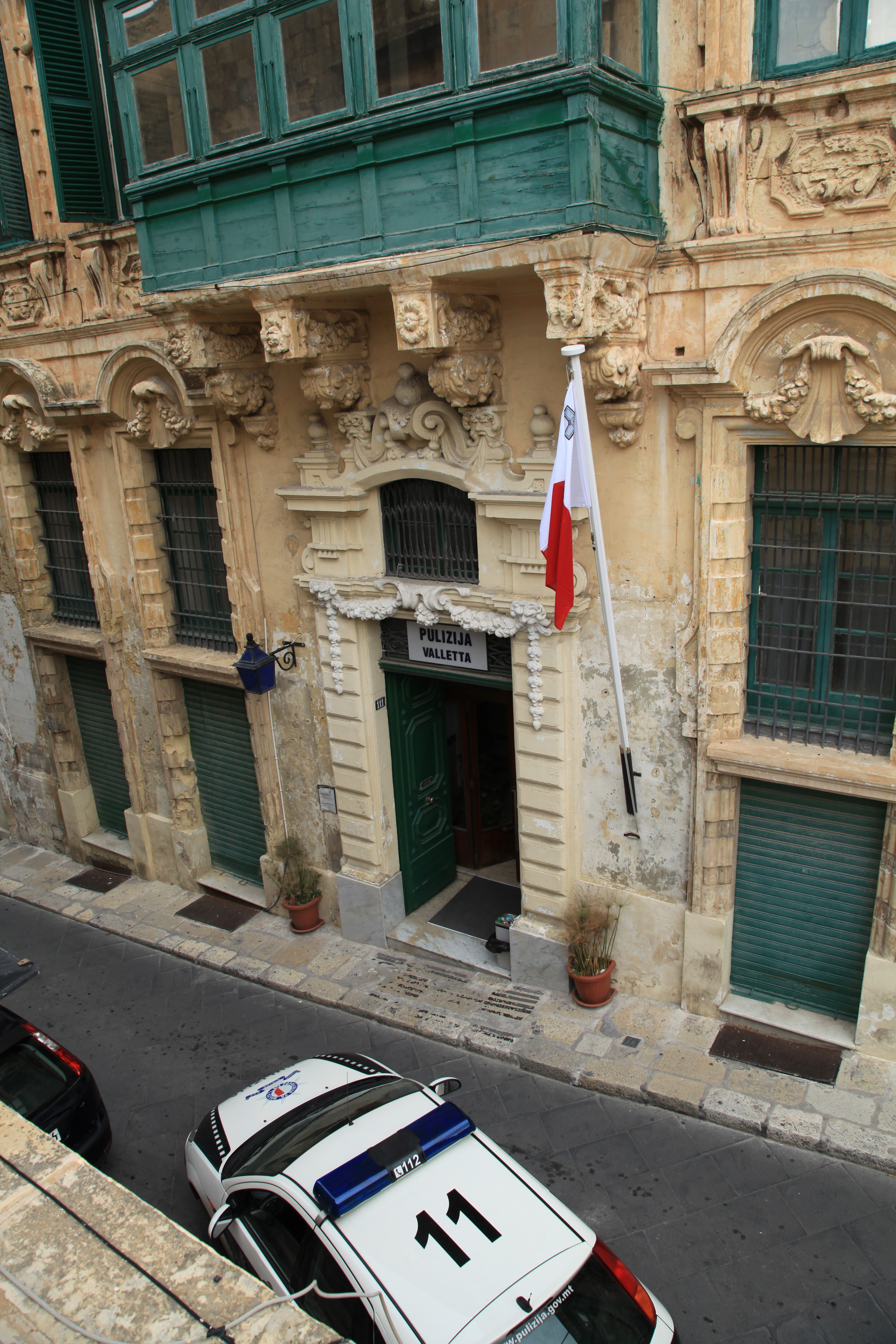
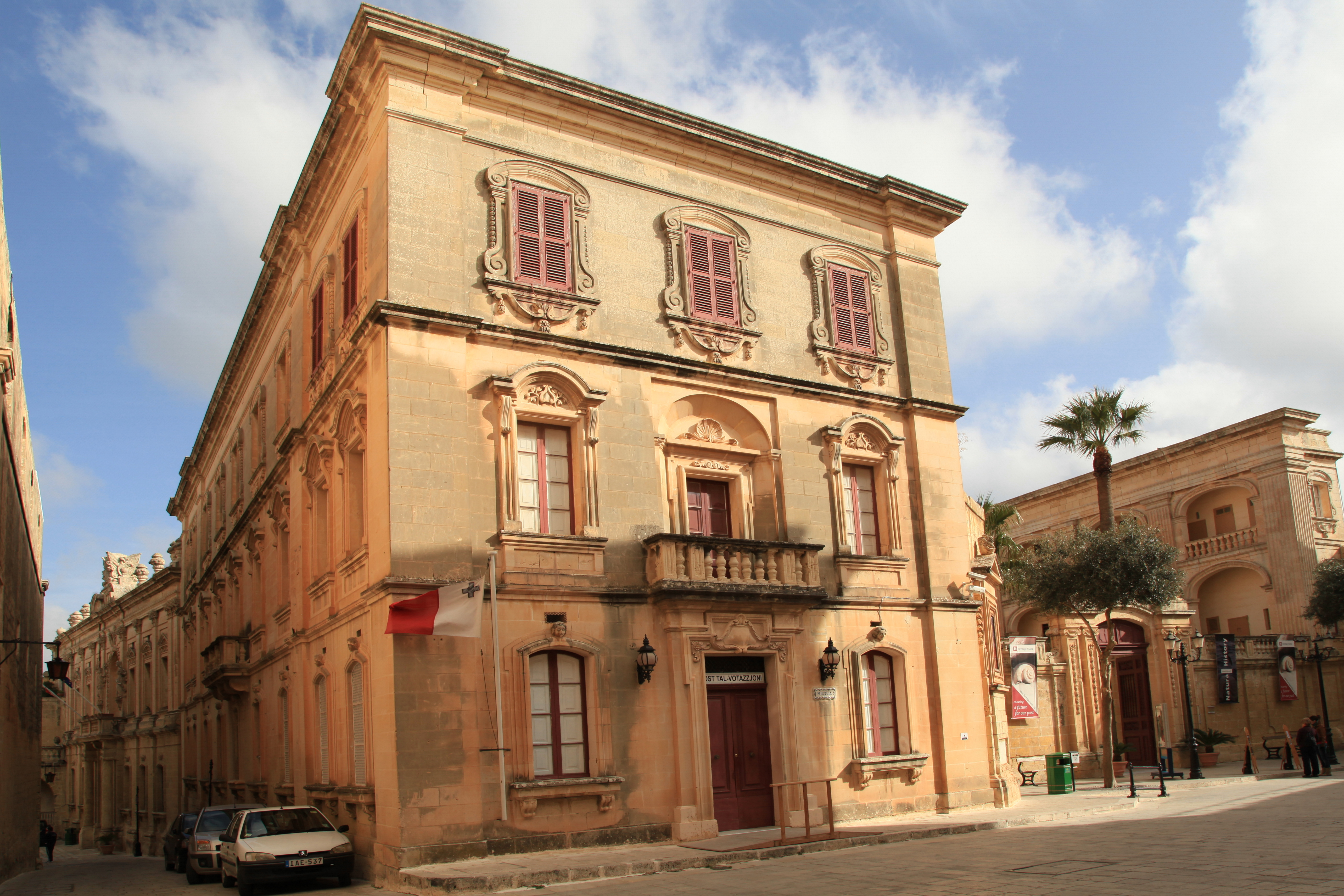
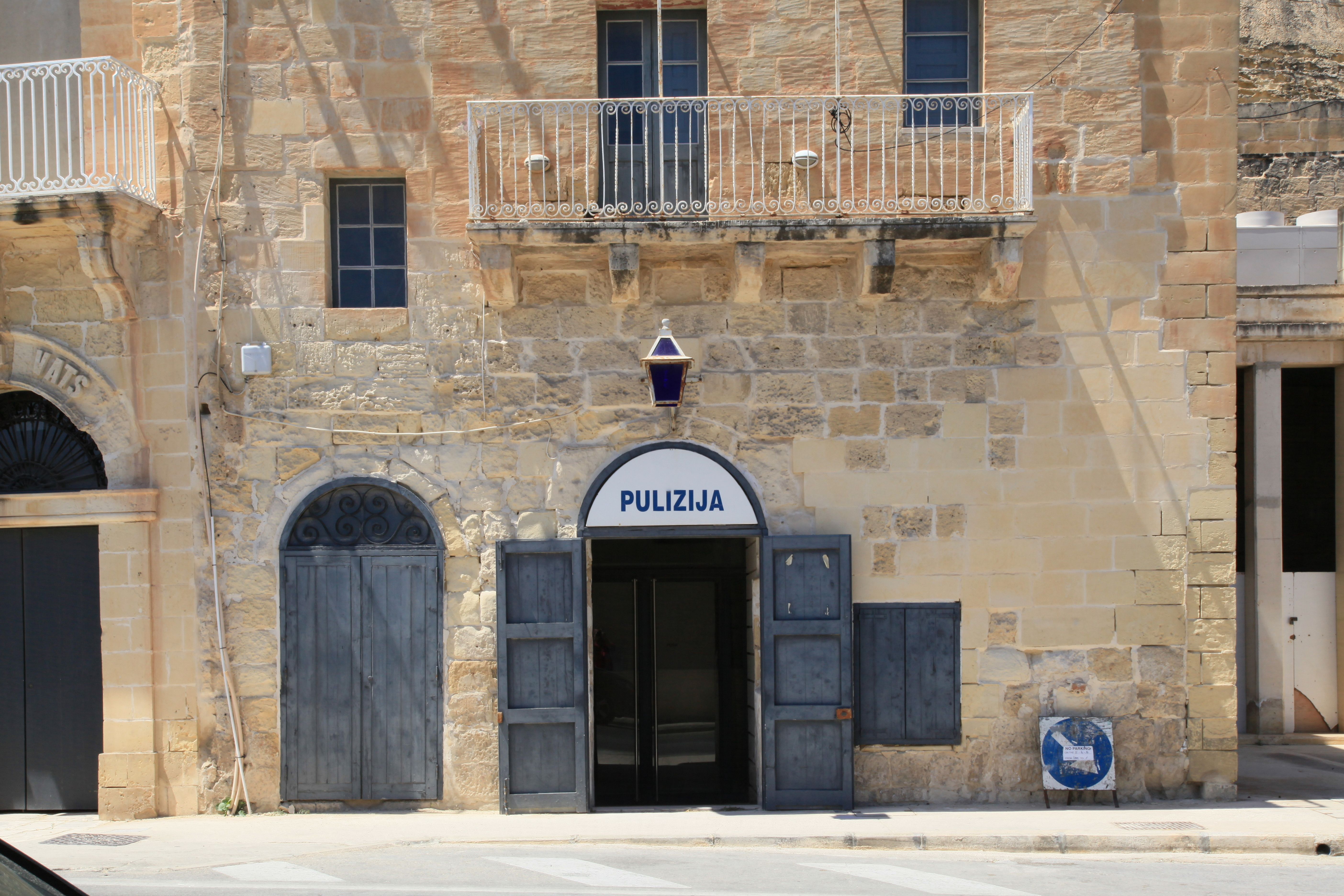
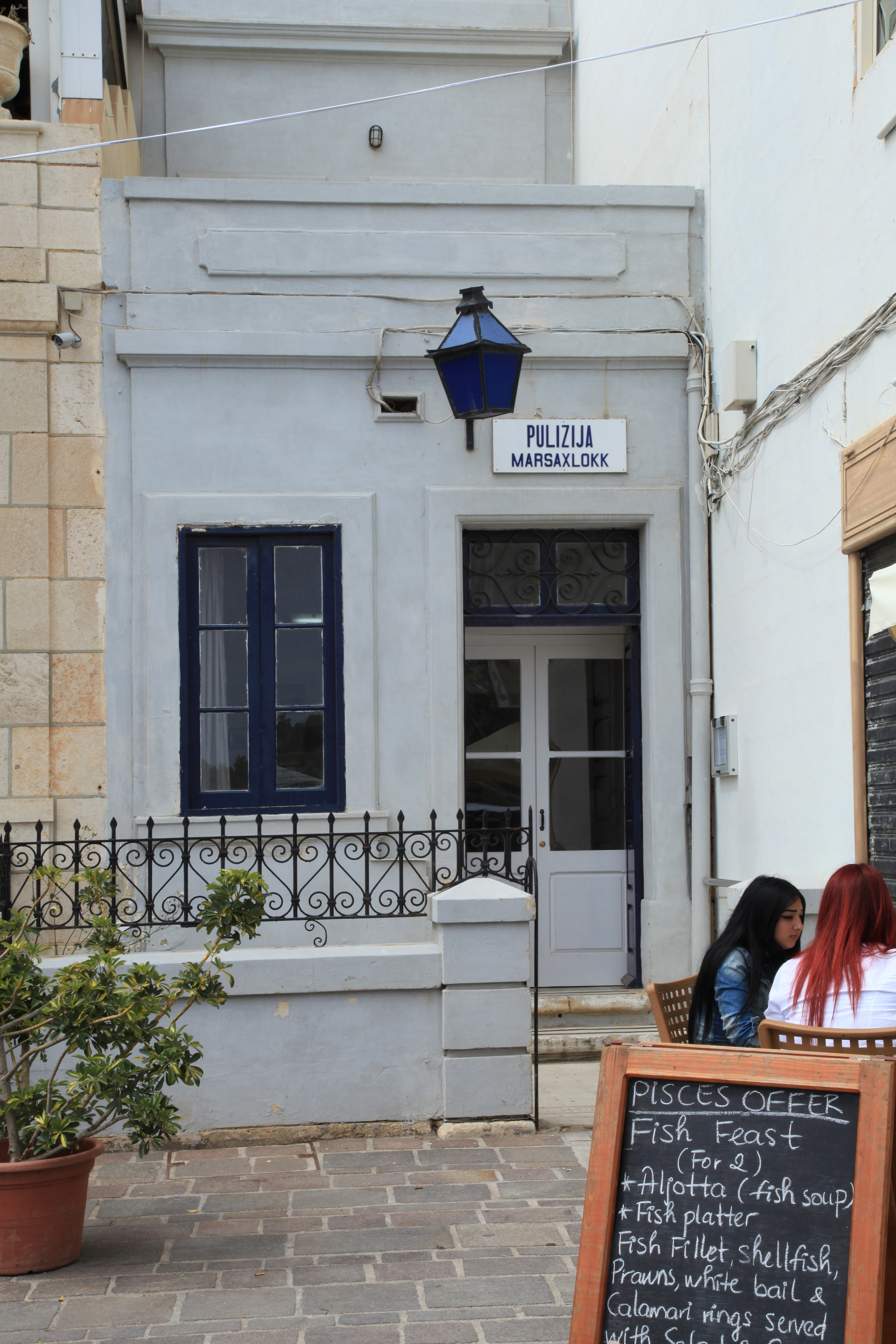
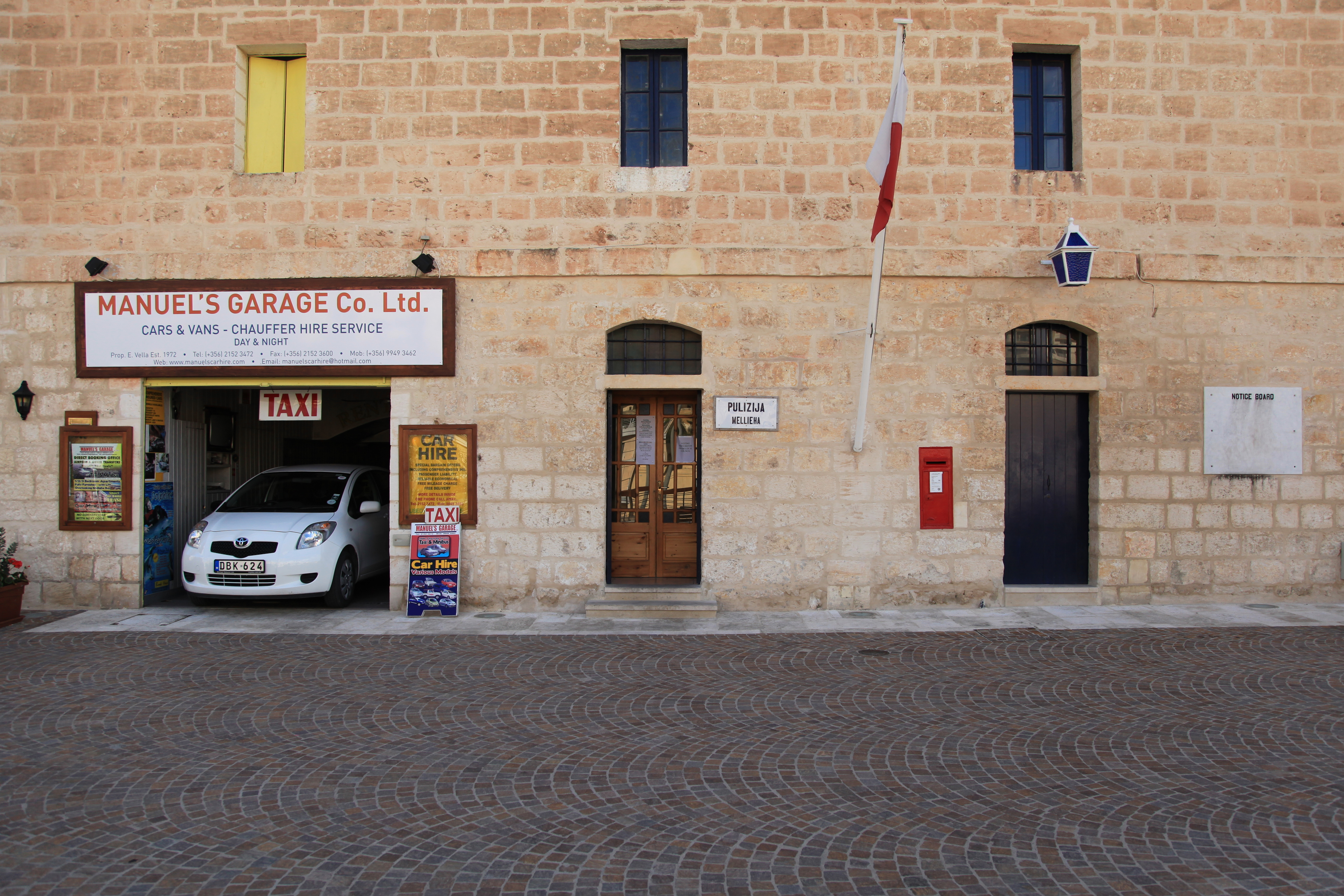
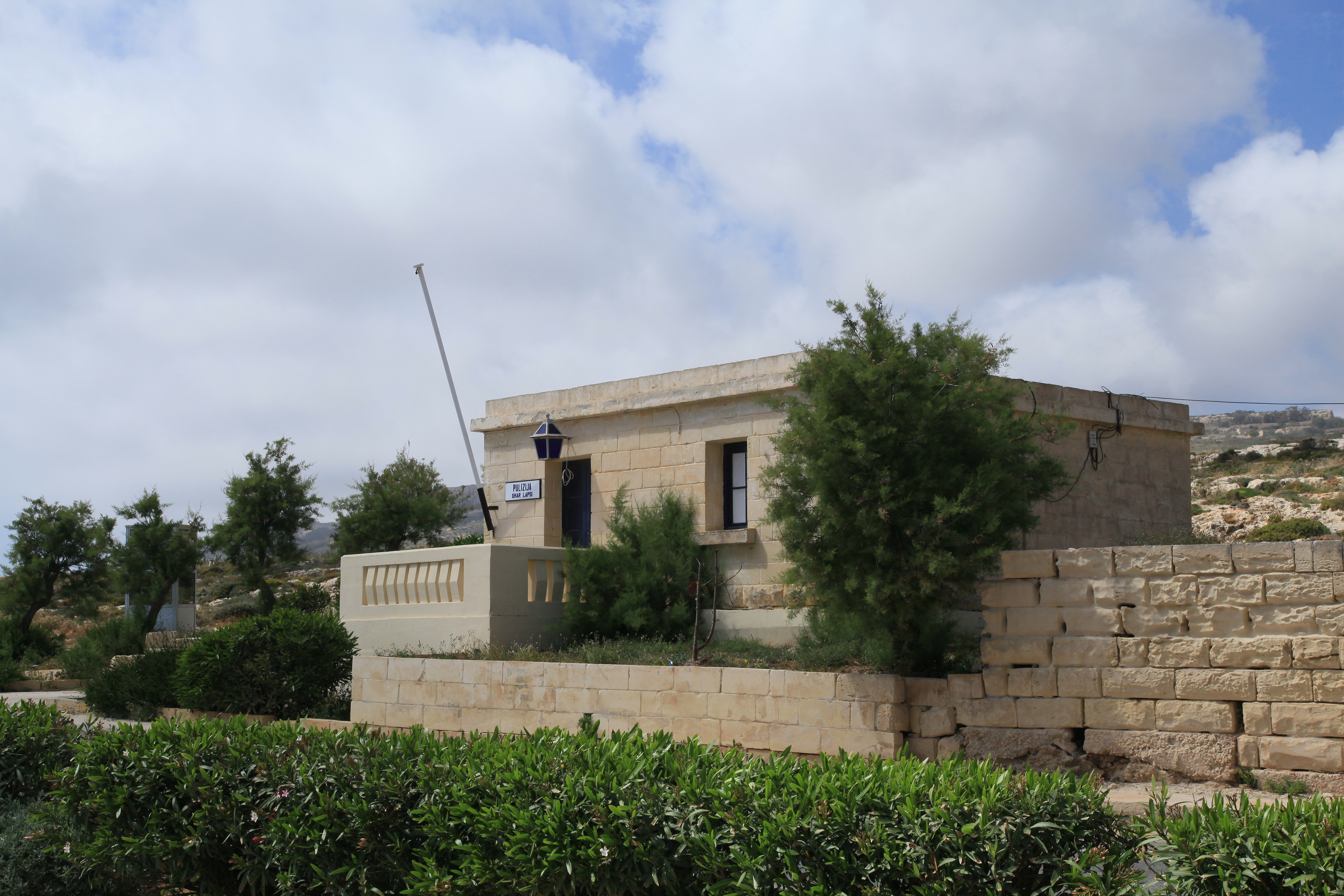
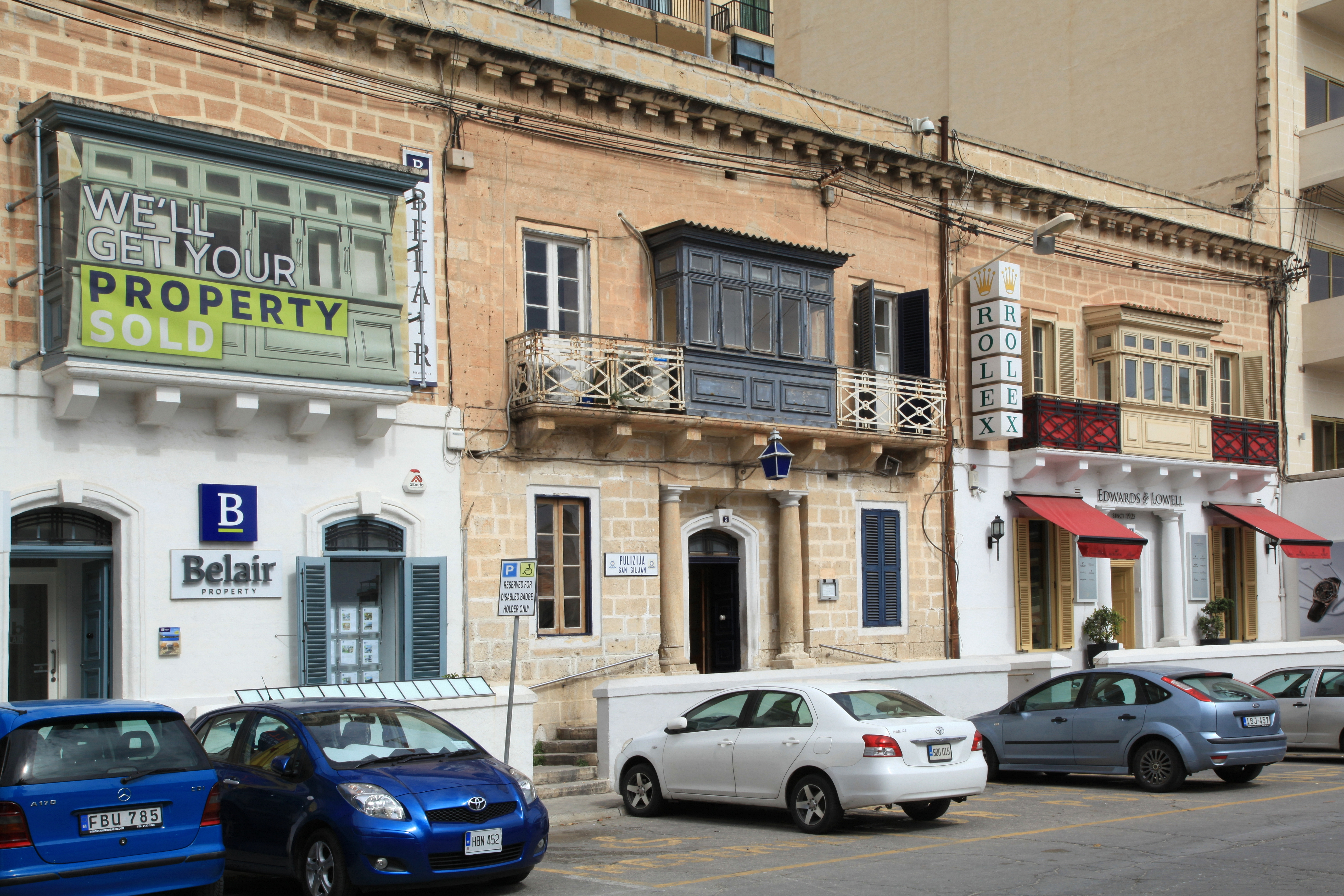
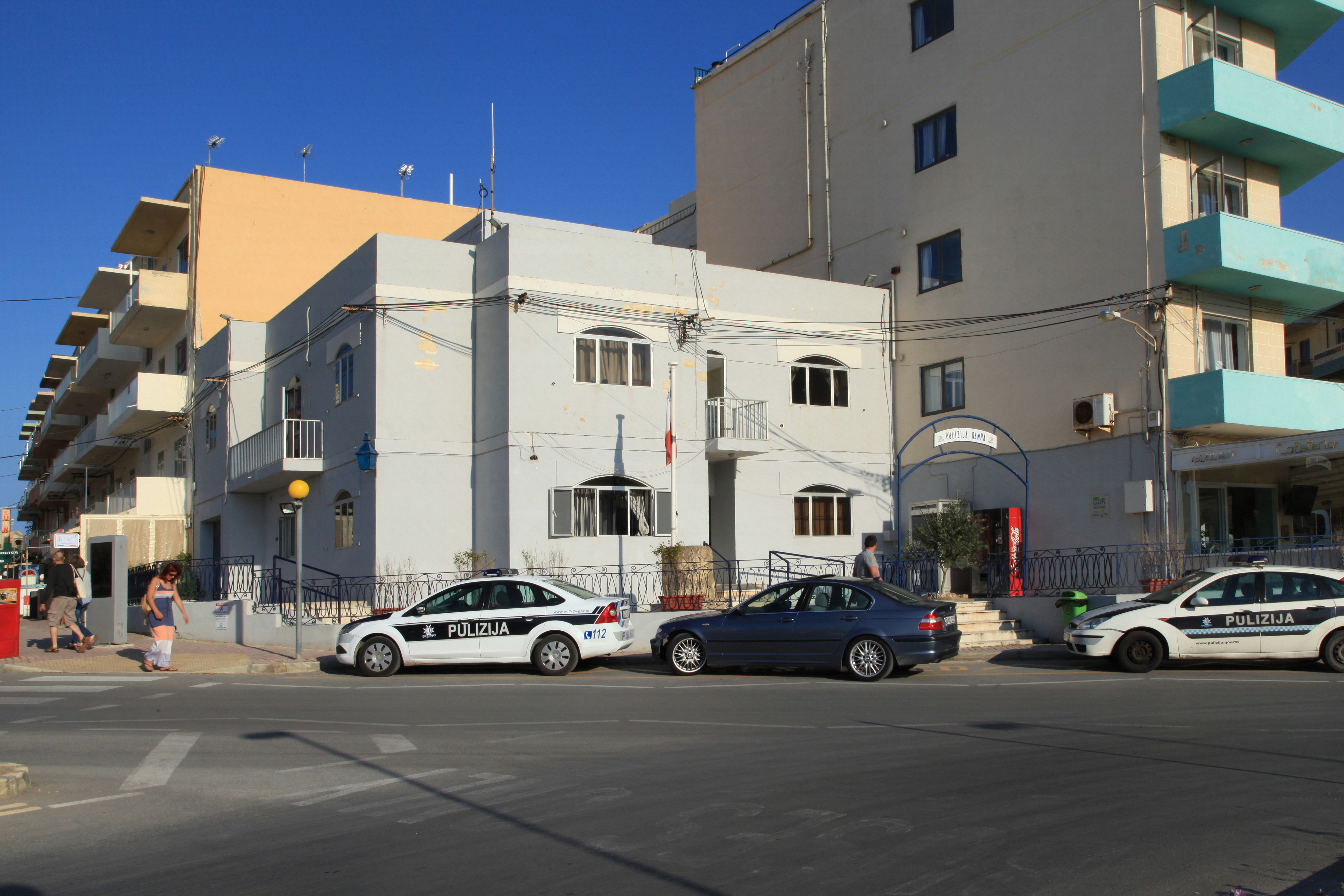
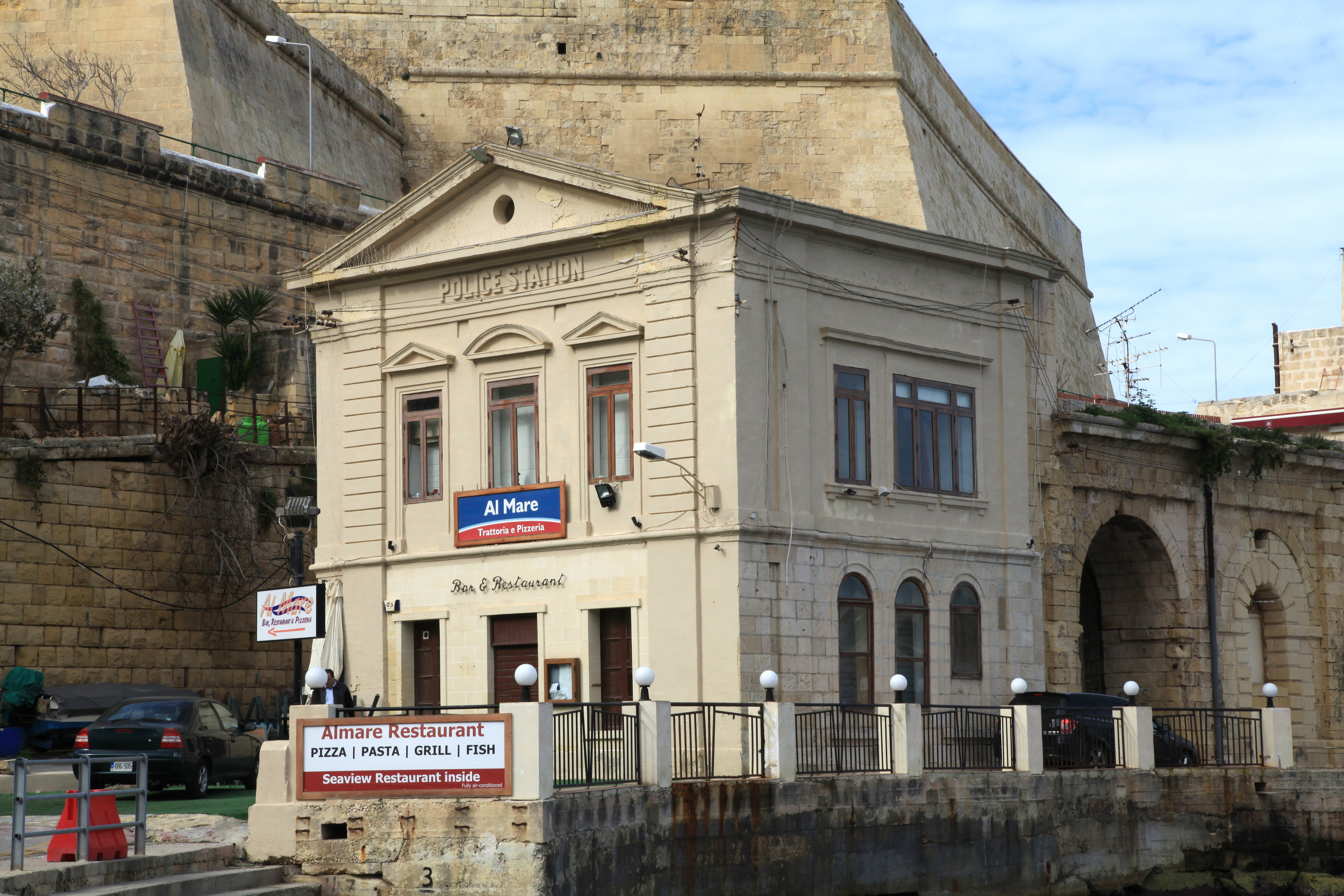
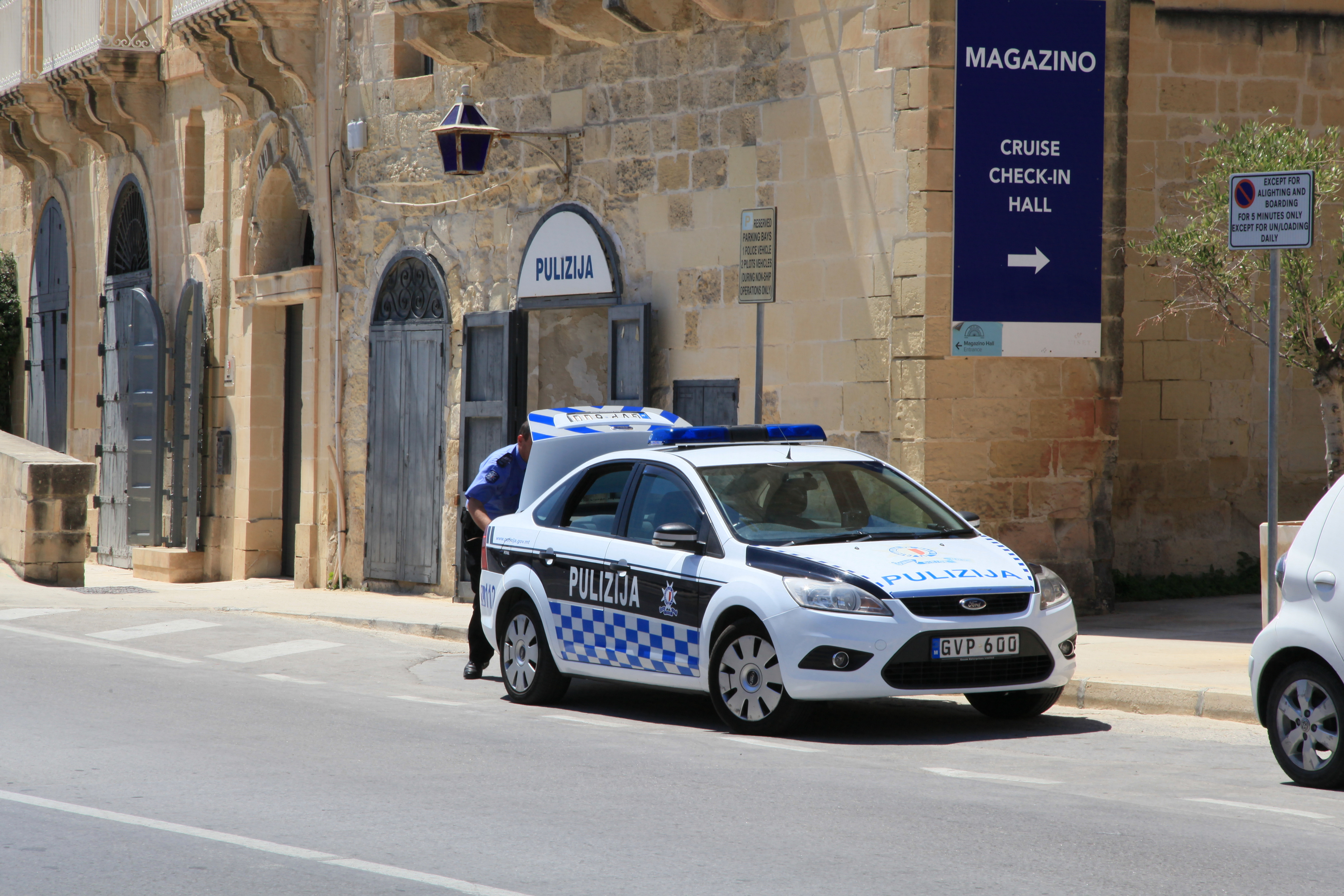
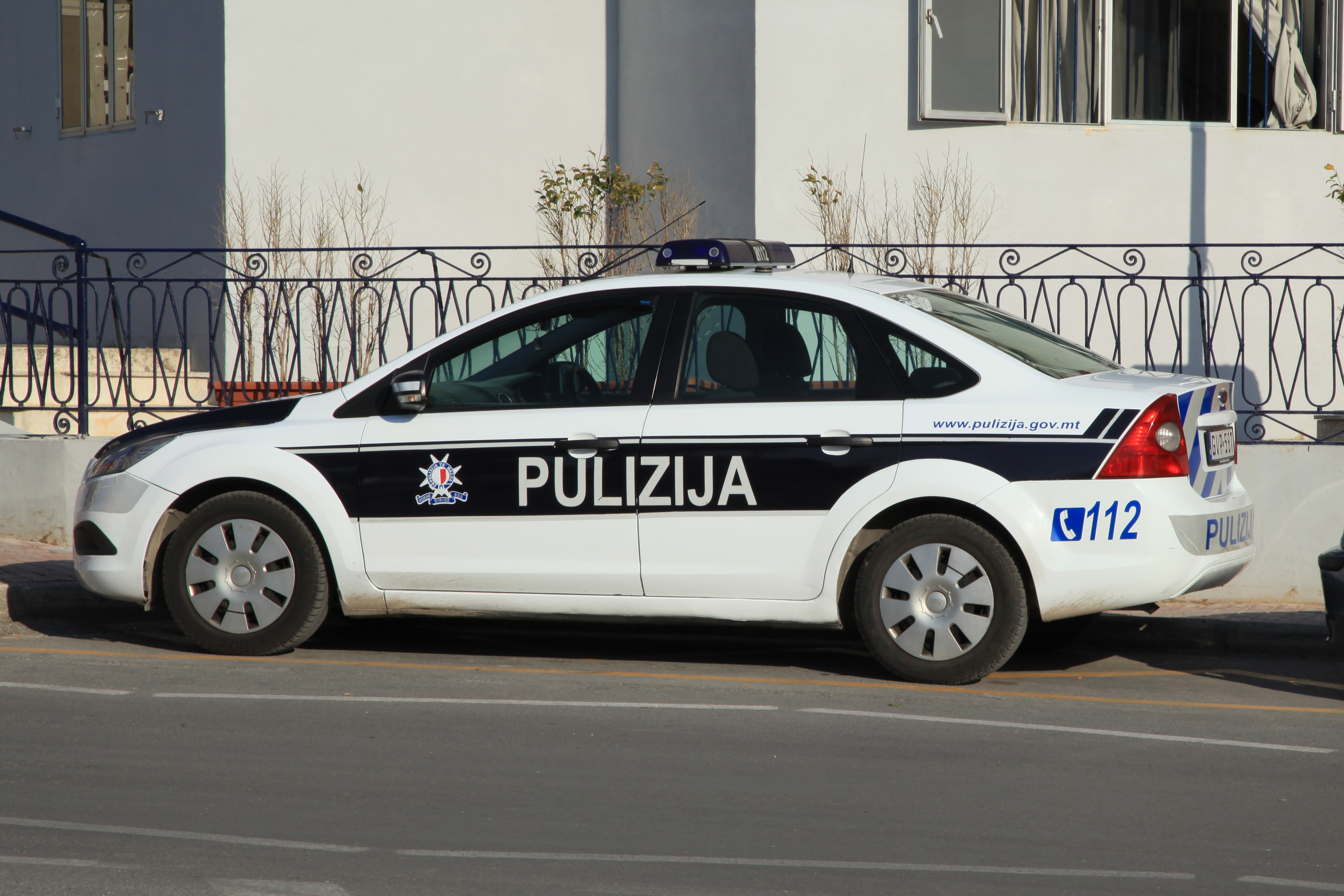
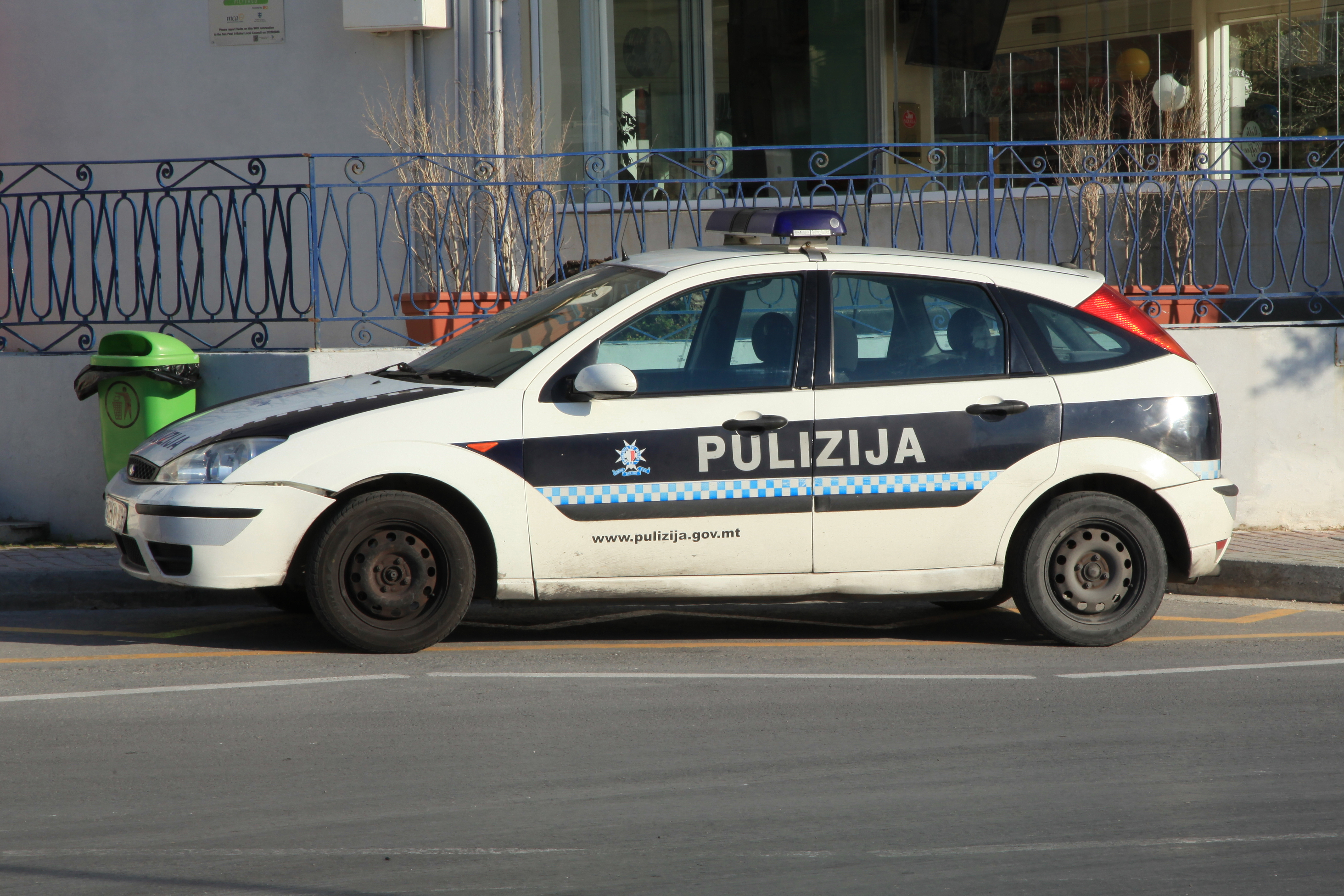
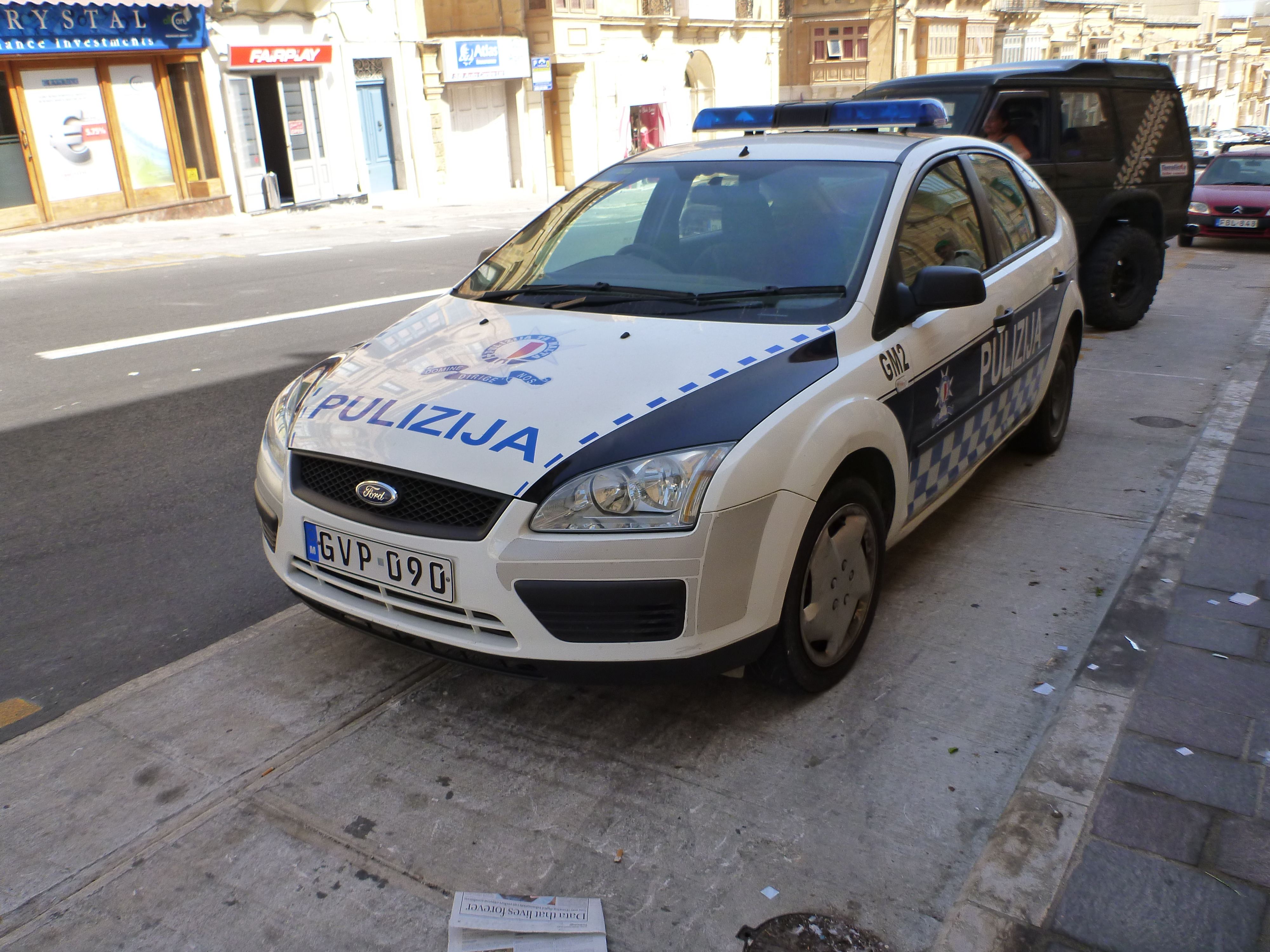
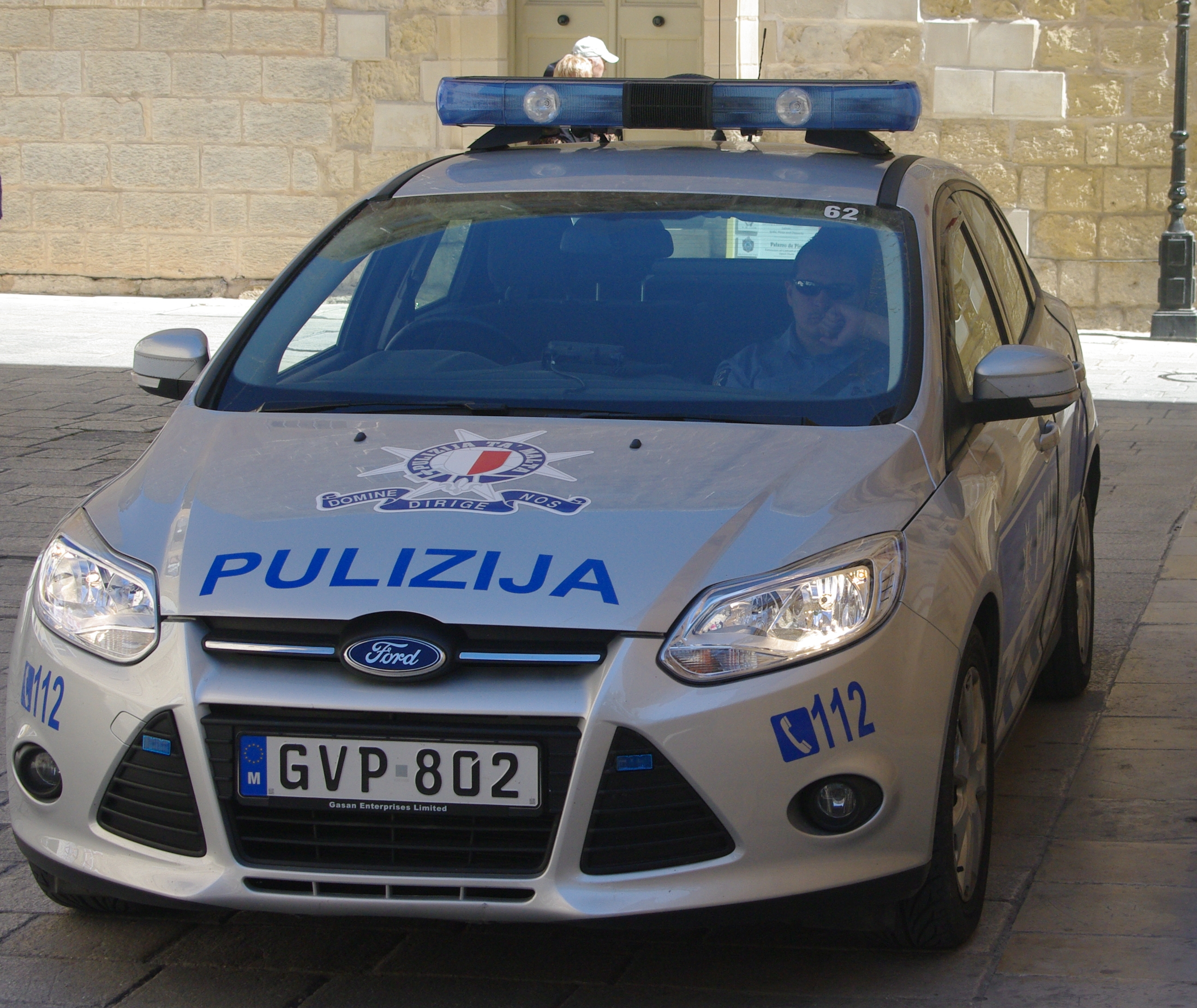
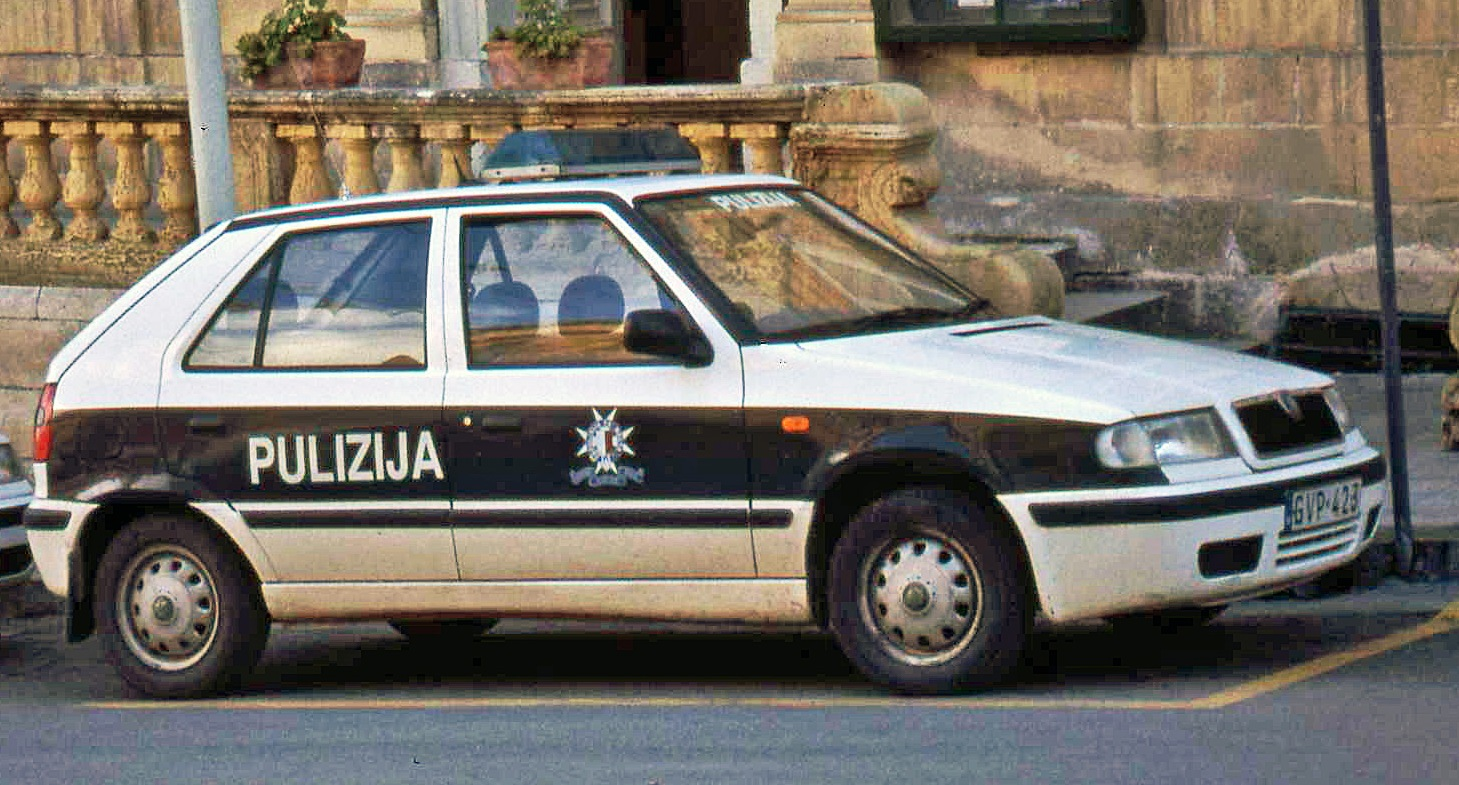
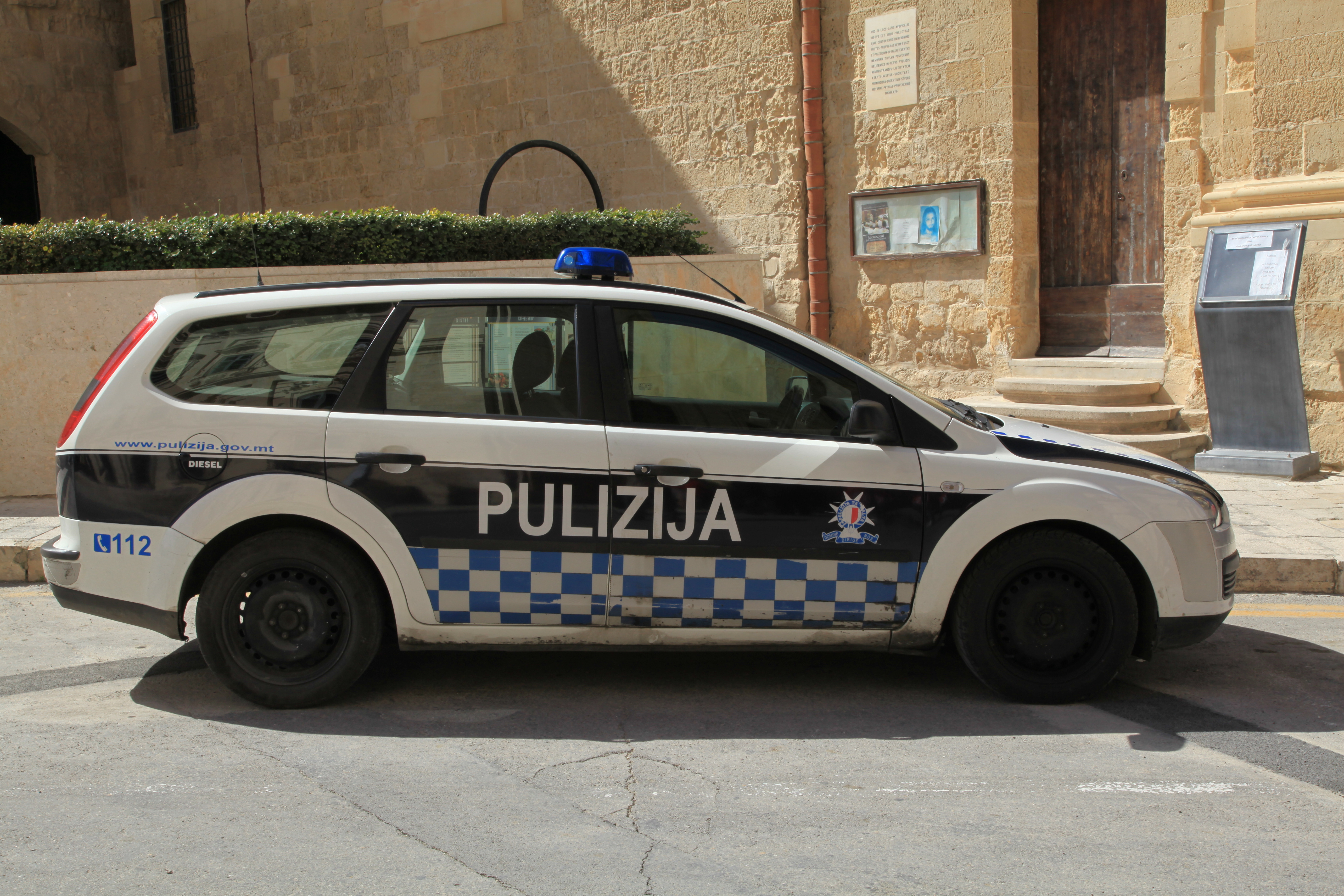
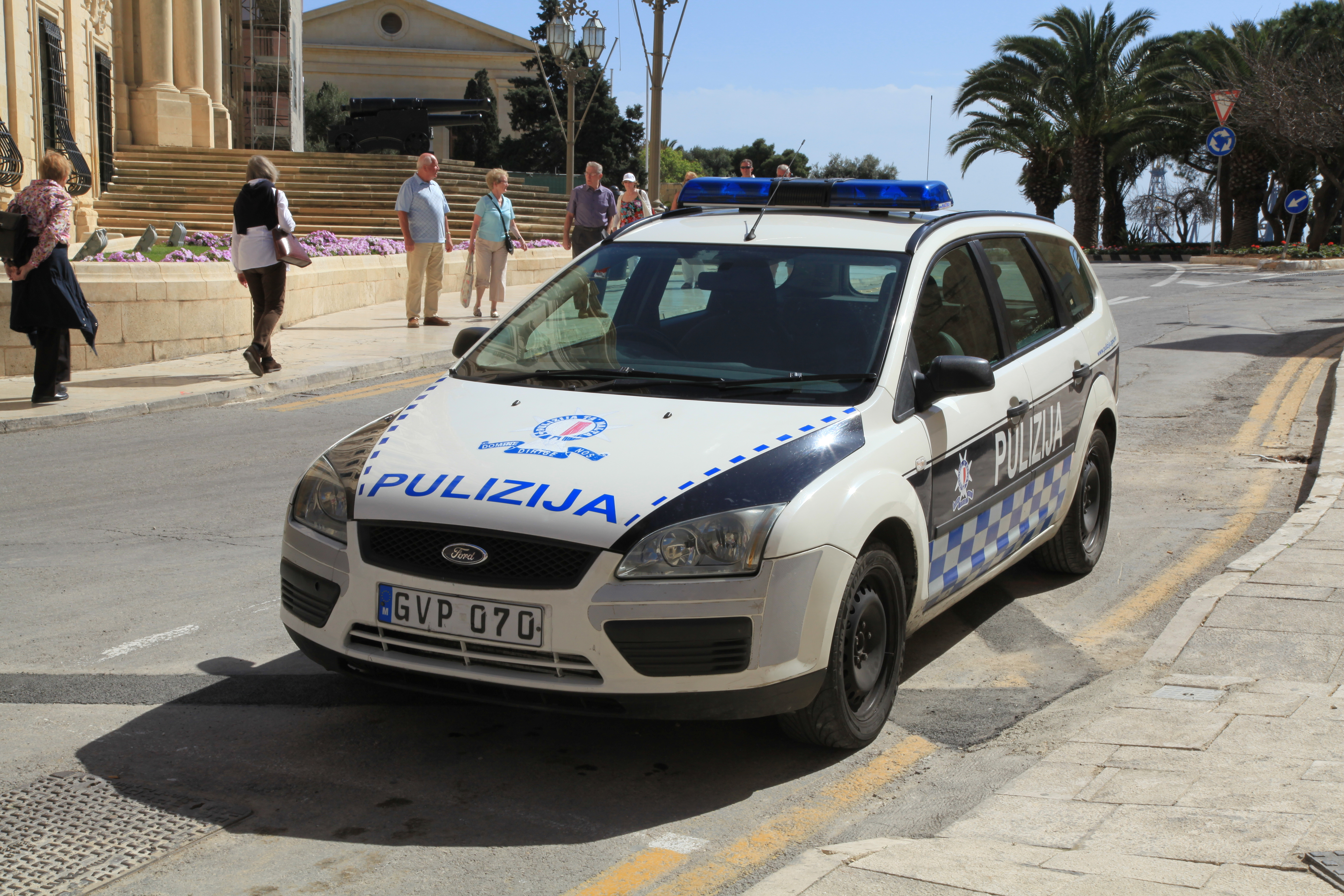
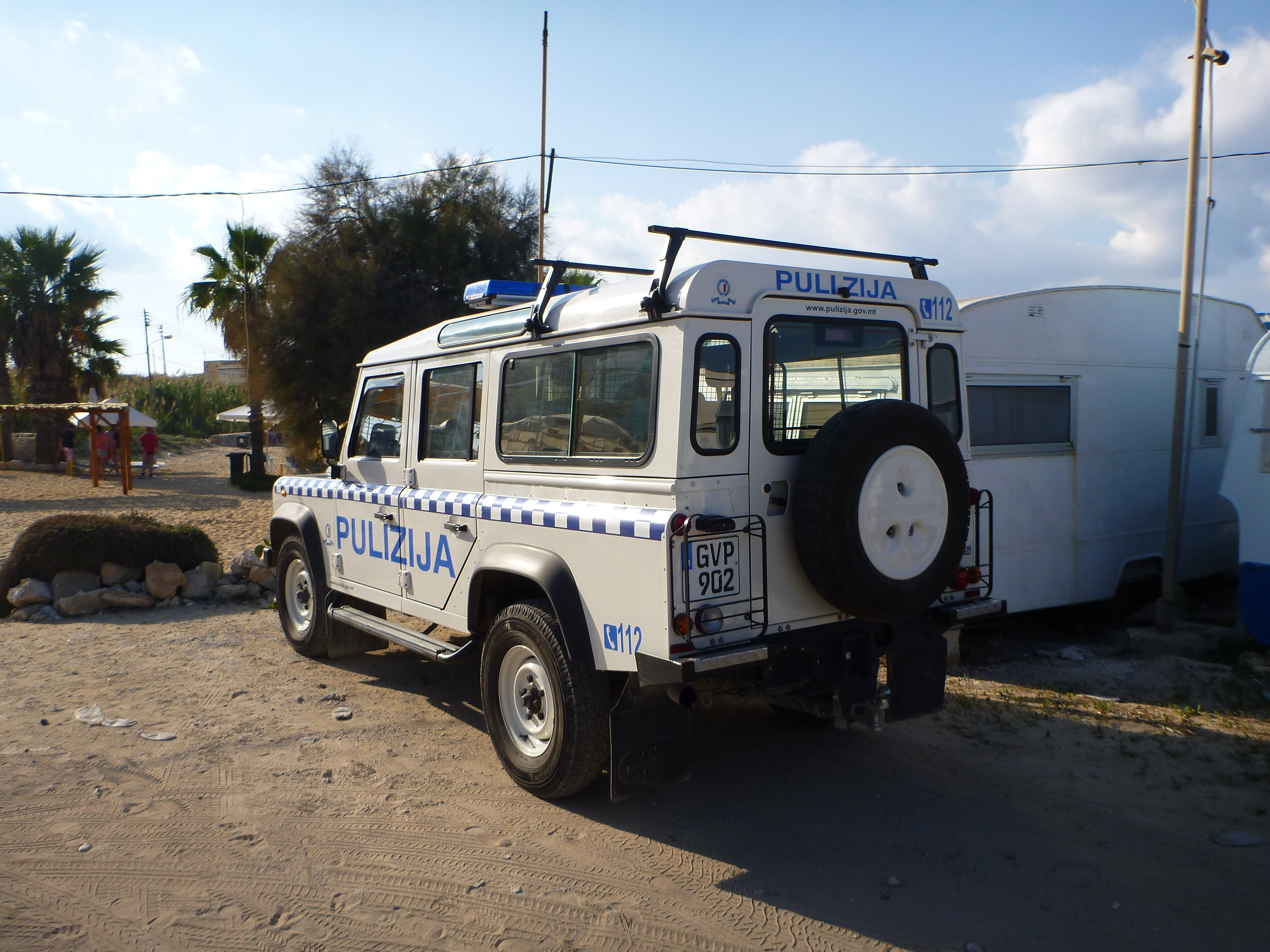
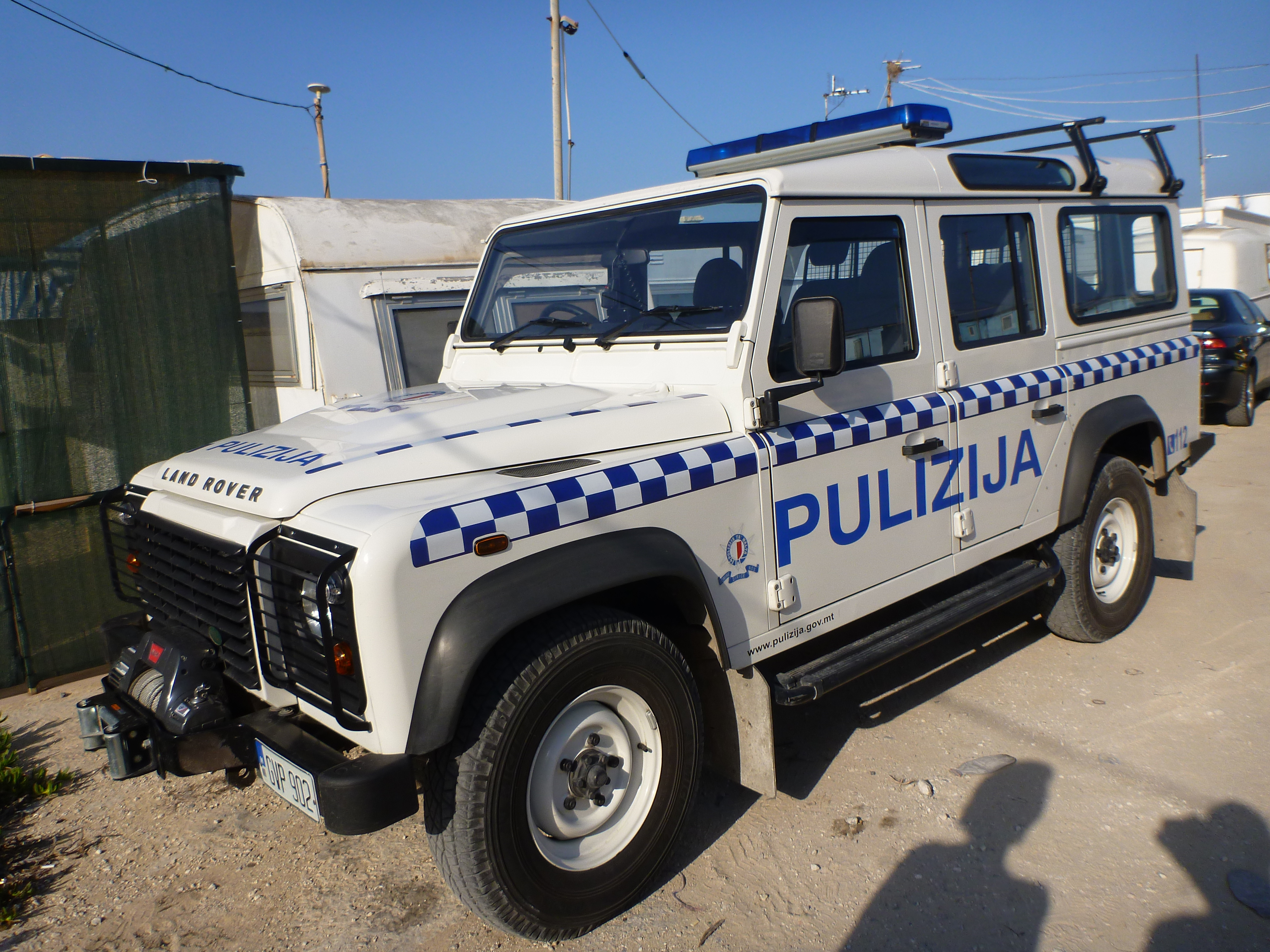
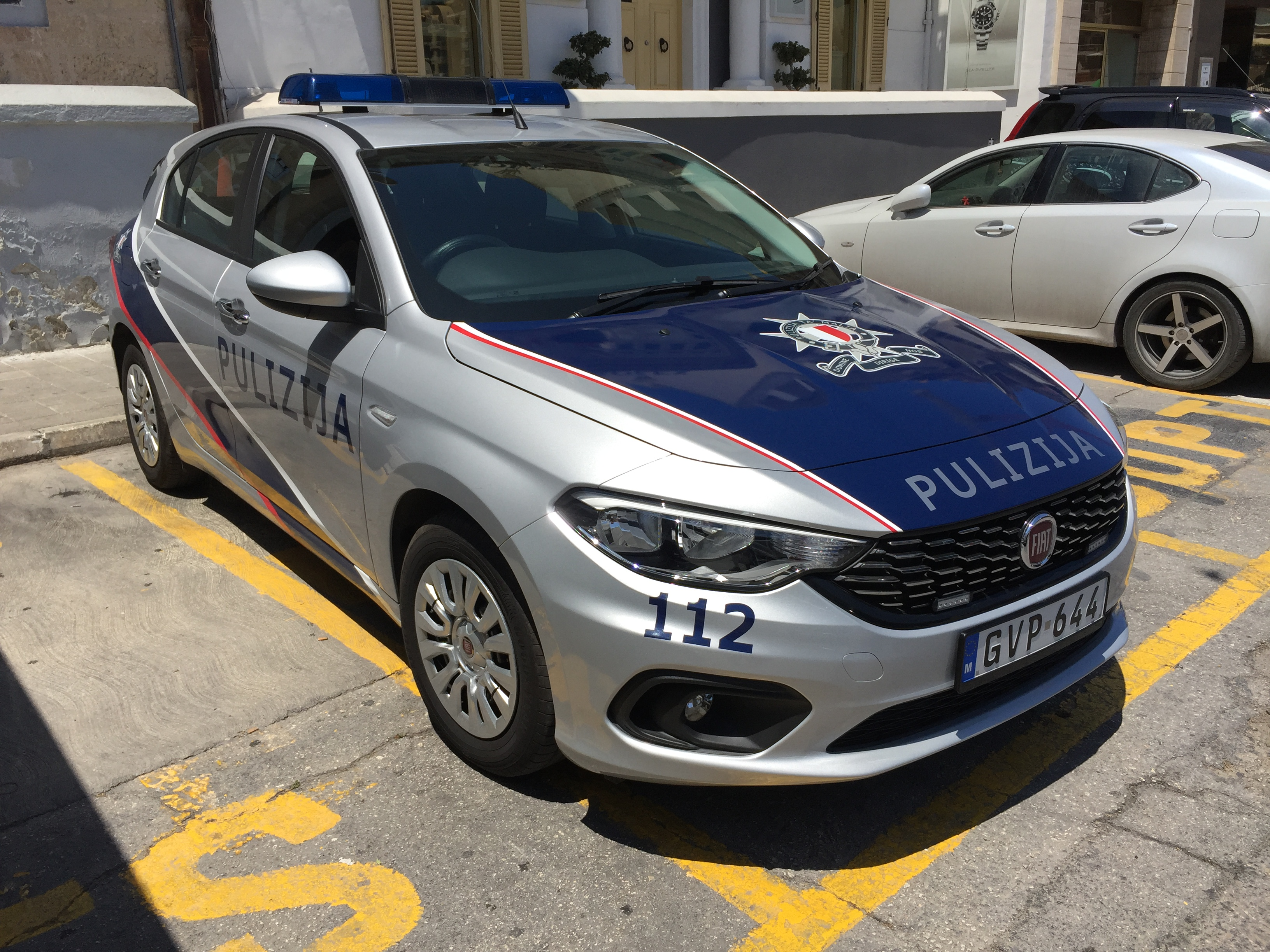
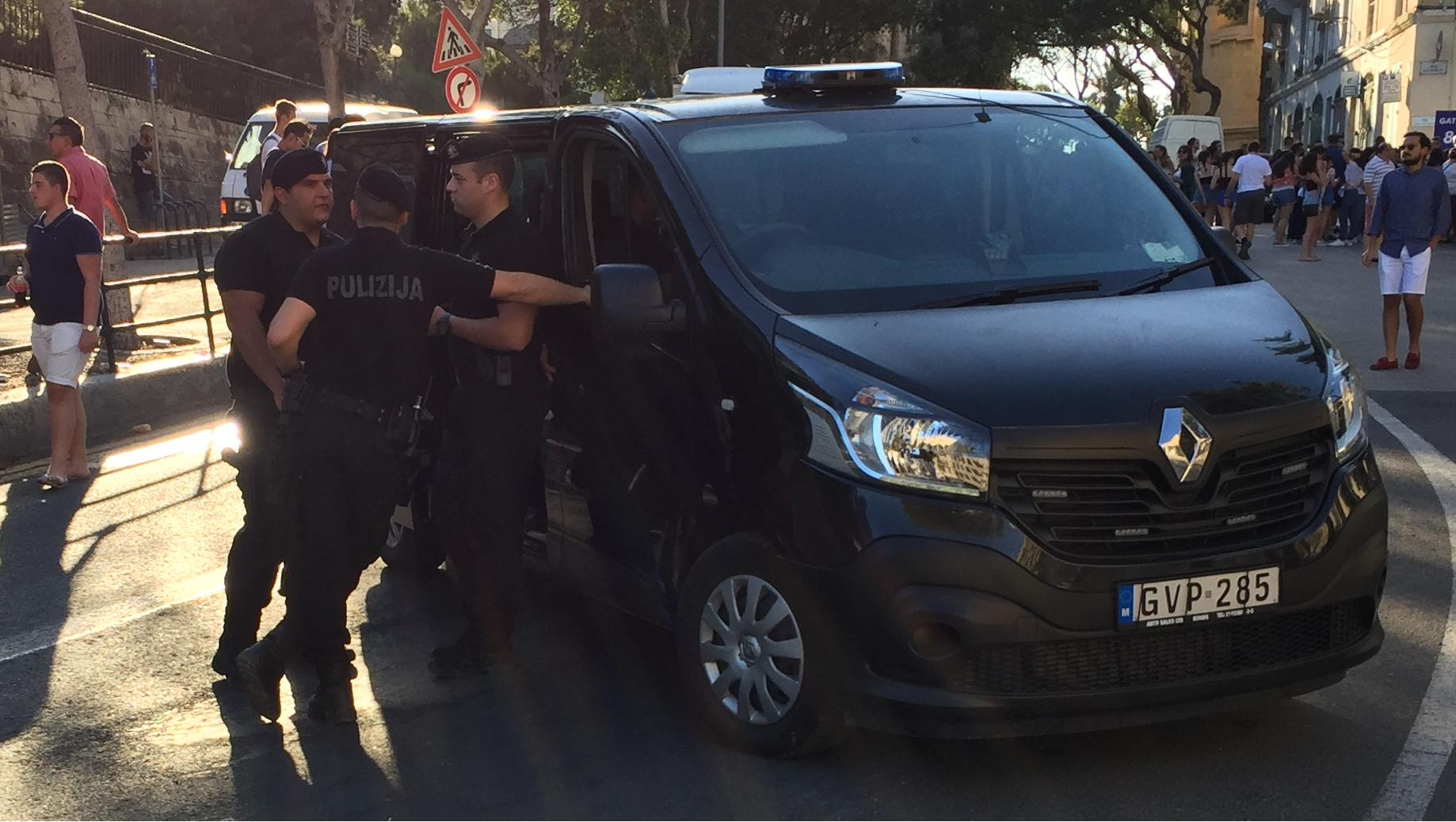
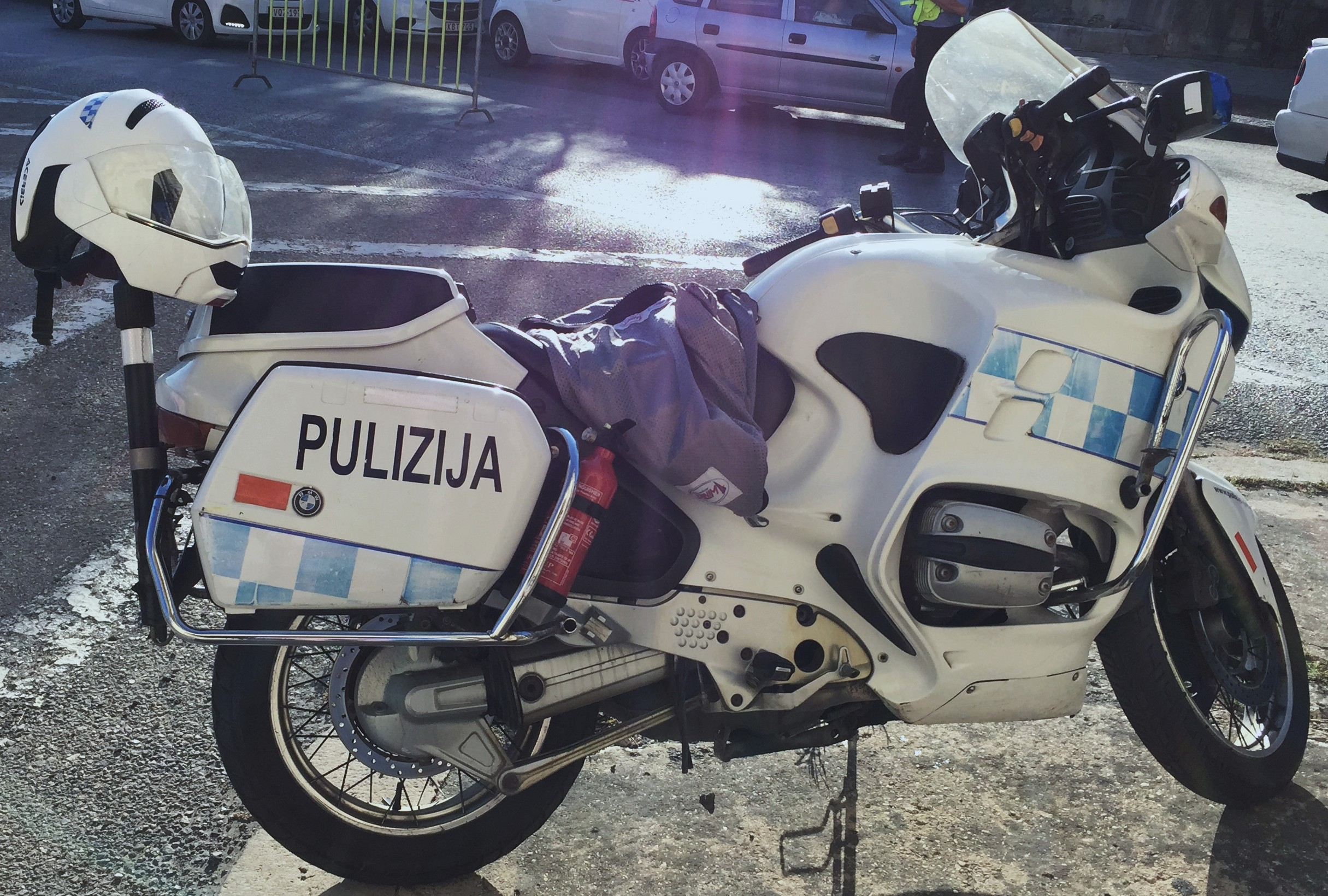
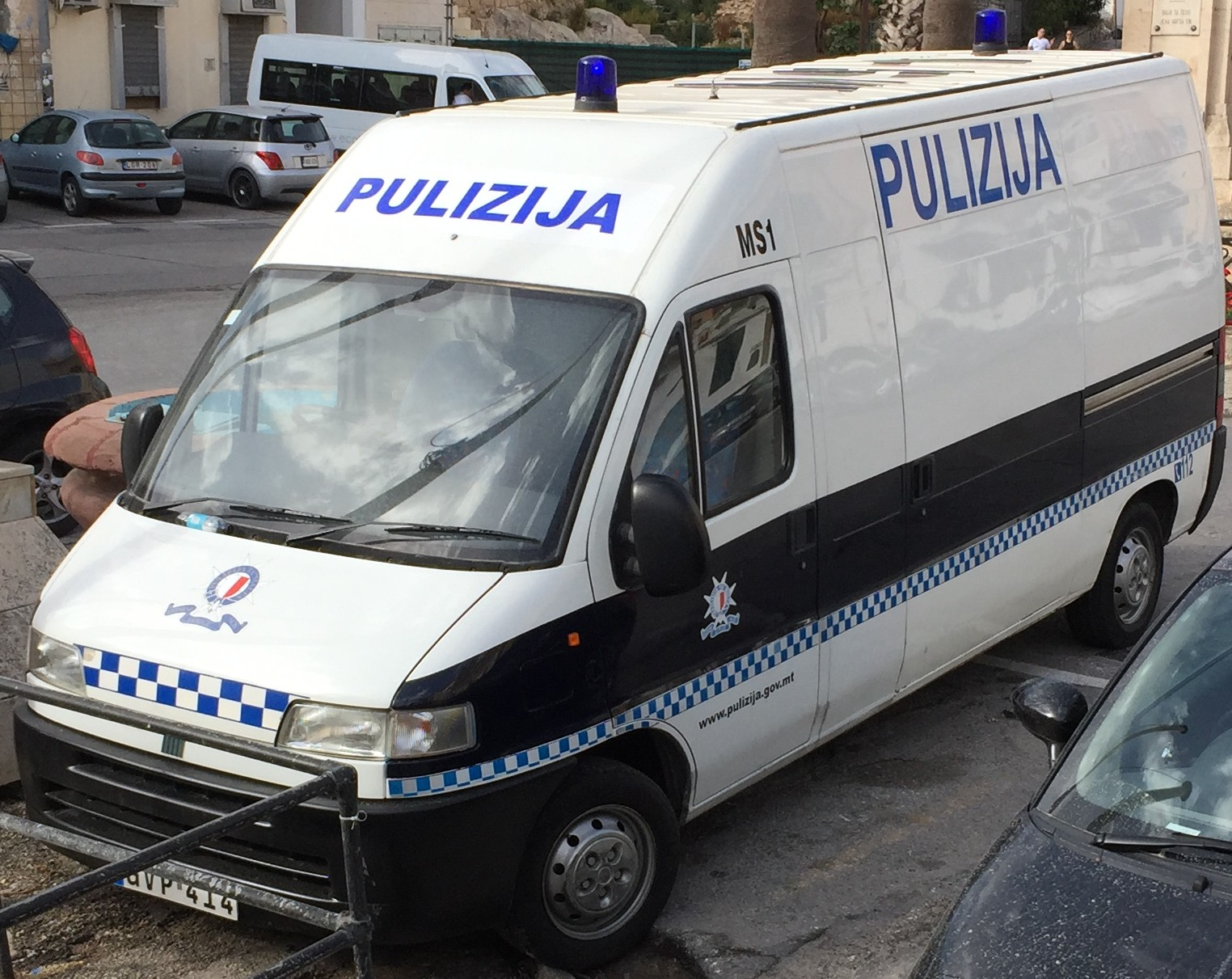
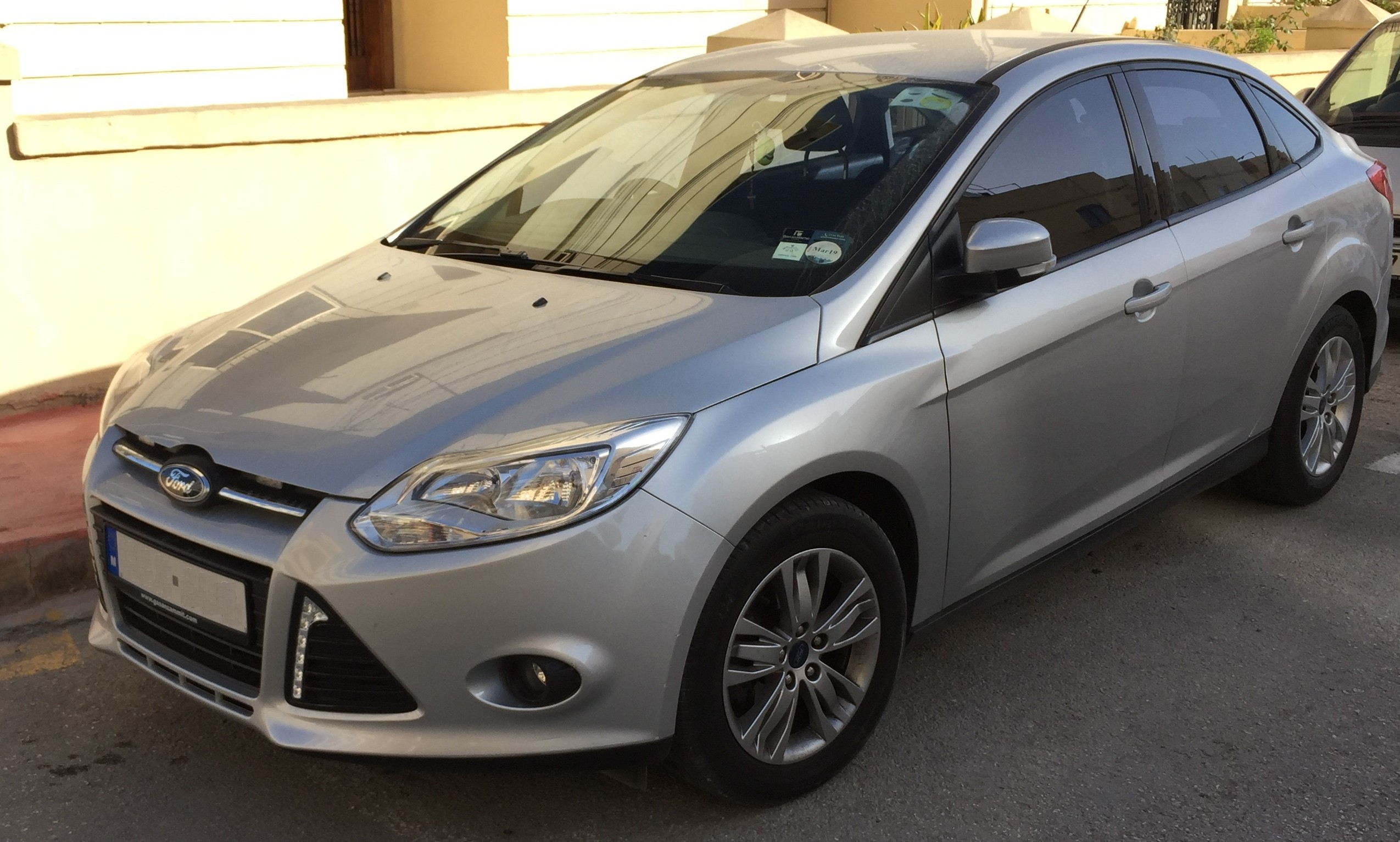
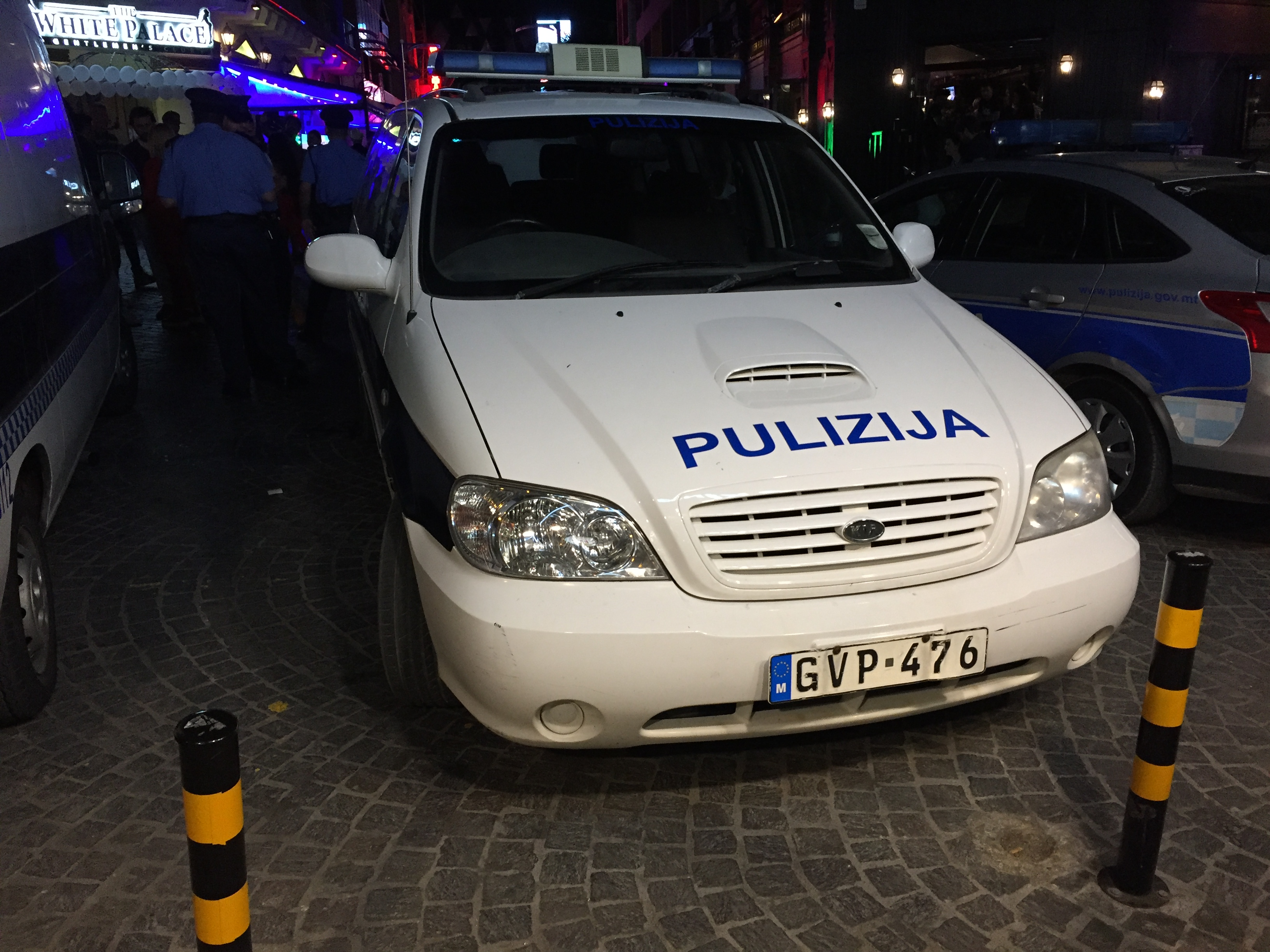
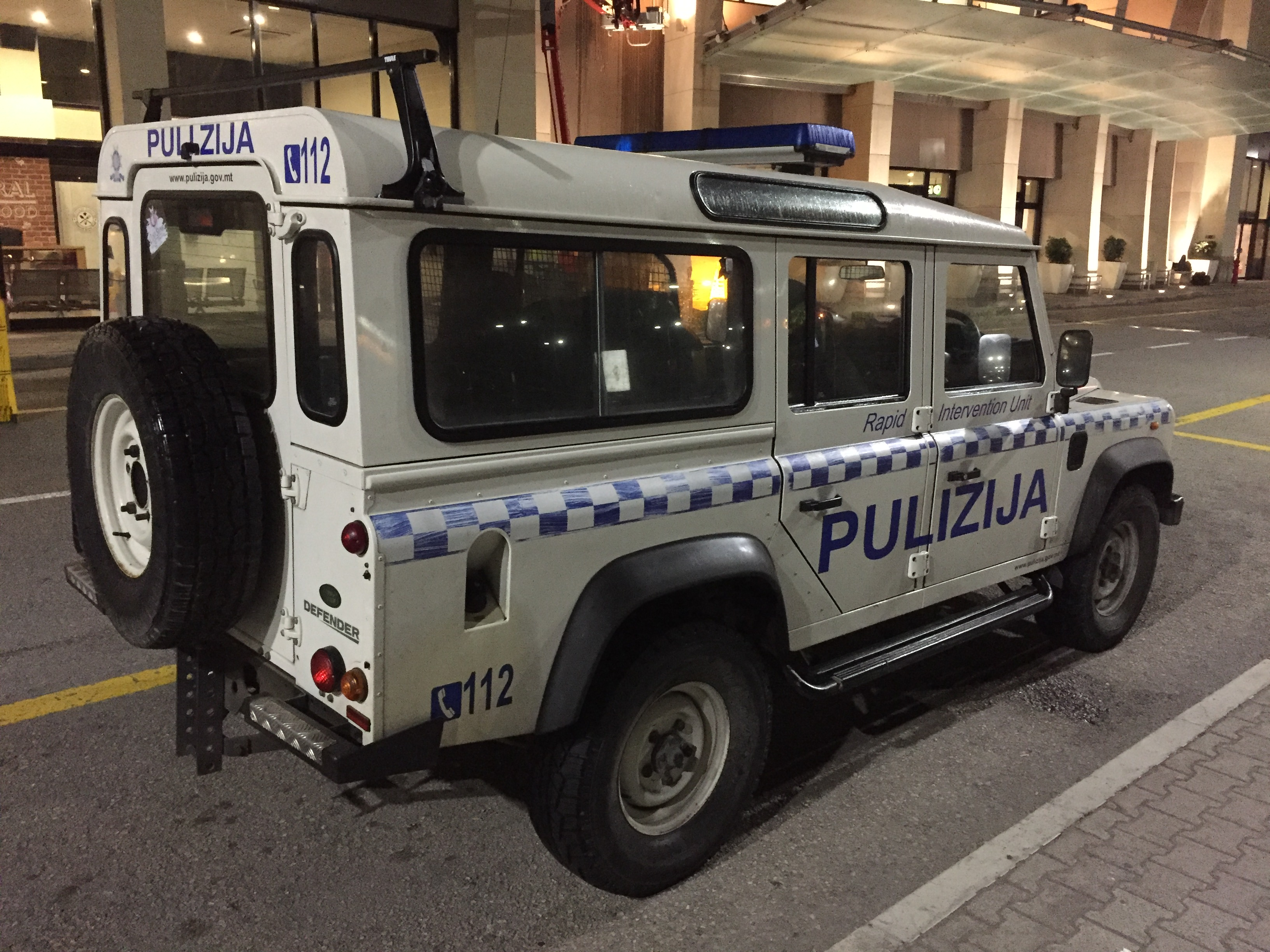
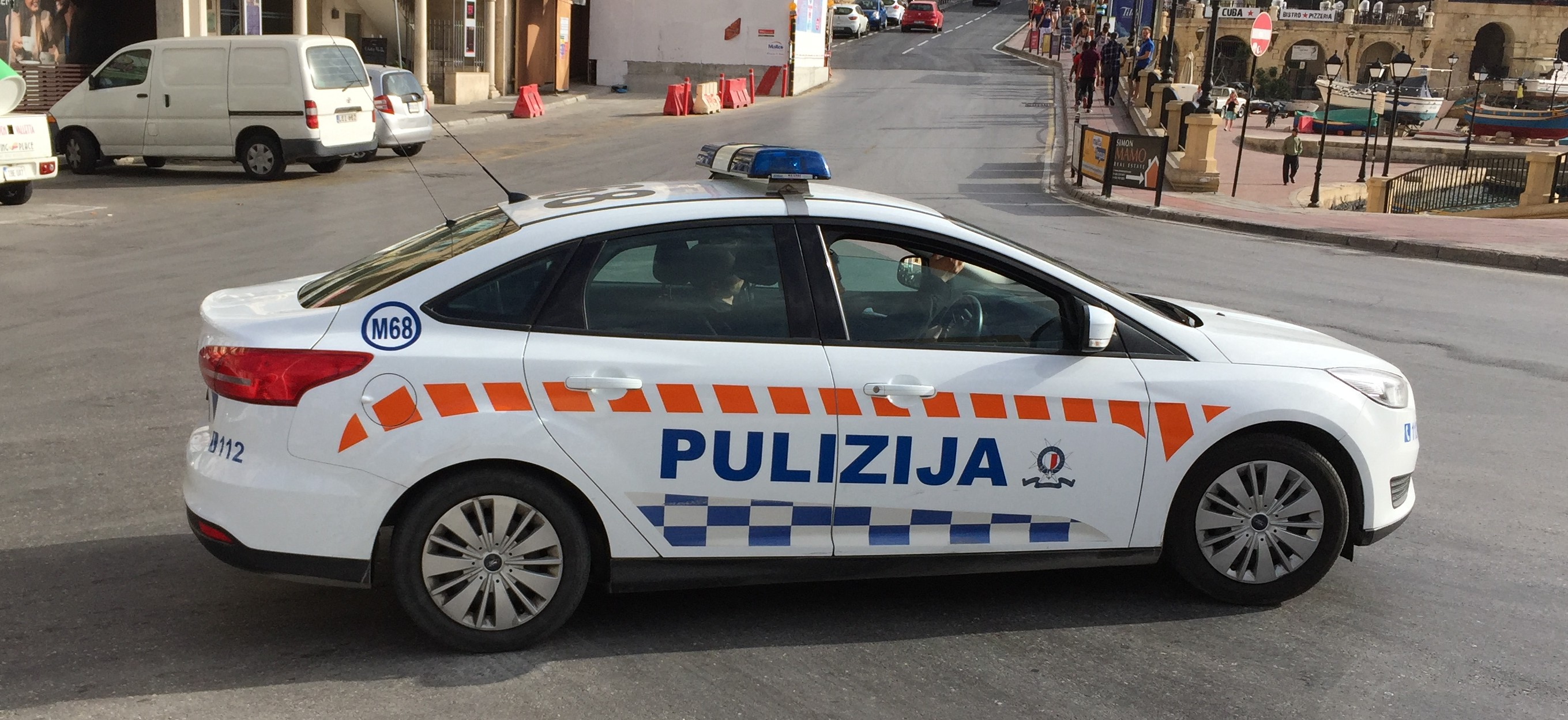